# Крымский клуб
Крымский клуб (Крымский геопоэтический клуб) — российский литературный клуб, действующий в Москве, объединяющий авторов из разных стран. Организован в 1995 году как экстратерриториальное продолжение Боспорского форума современной культуры.

## История

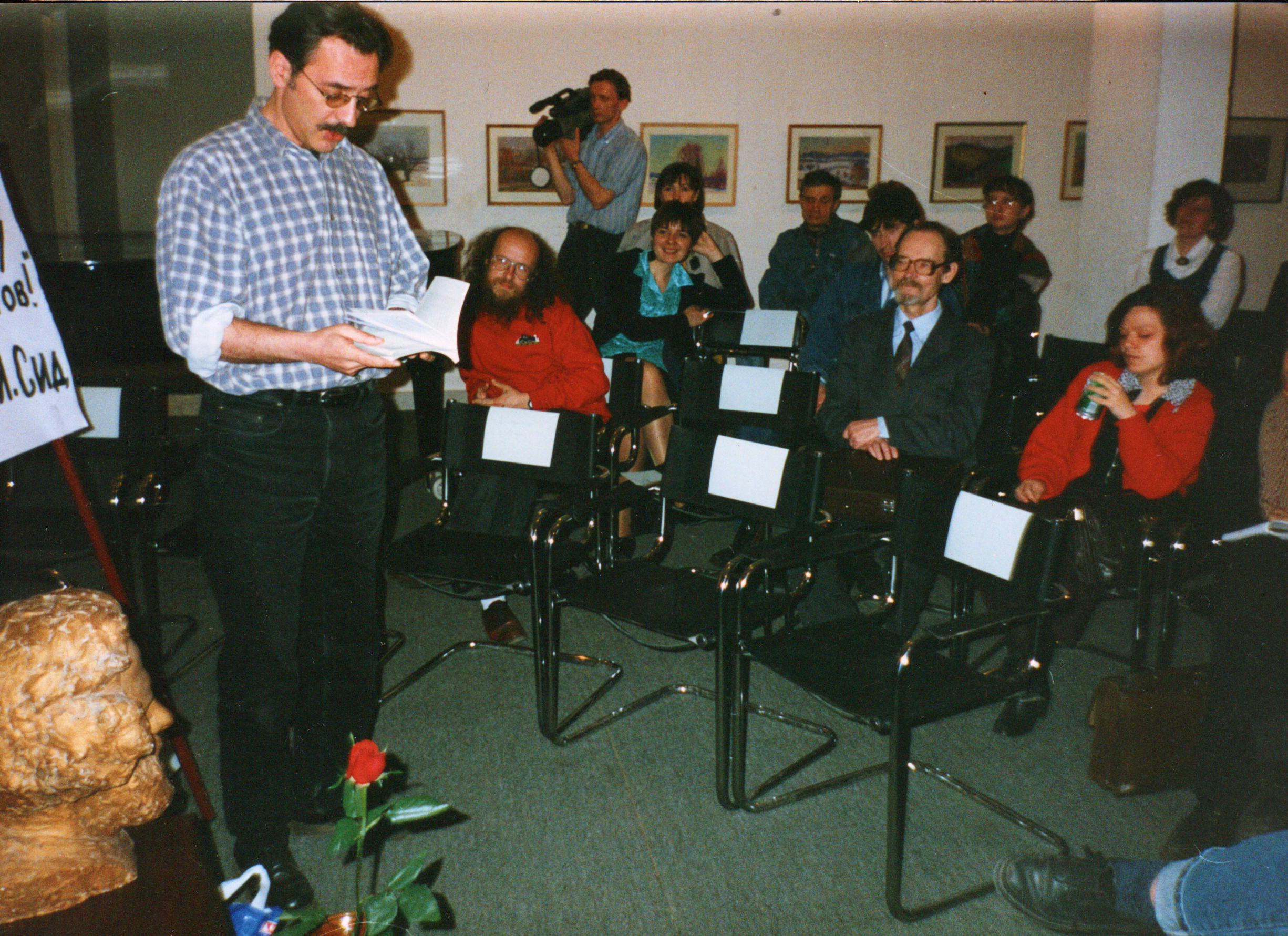
Поэт Тимур Кибиров выступает в Крымском клубе на презентации книги его основателей — поэтов группы «Полуостров» (М.: АРГО-РИСК, 1997). 07.05.1997.

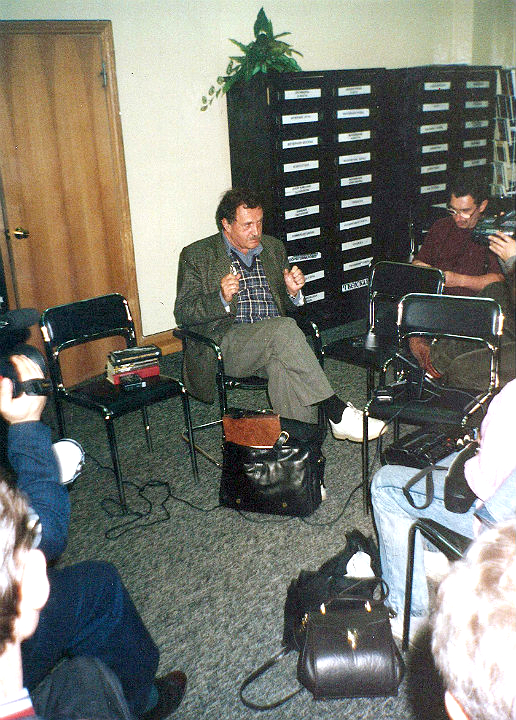
Вечер в Крымском клубе его почётного президента, прозаика Василия Аксёнова. 20.06.1997.

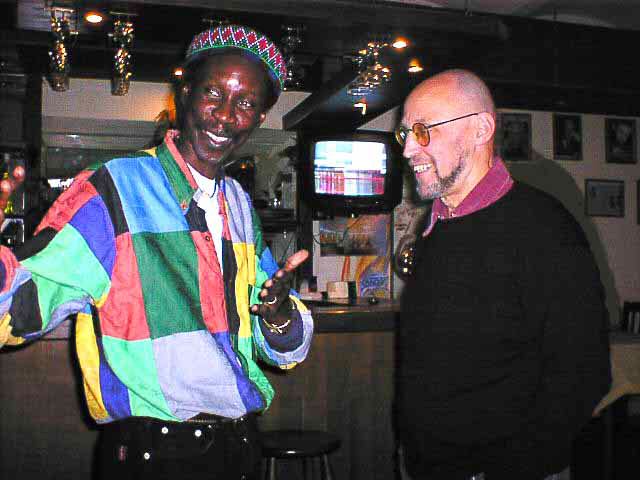
Филолог, промоутер африканской культуры Боли Кан (Сенегал) приглашает поэта Дмитрия А. Пригова на свою лекцию в рамках акции Крымского клуба «Негритюд возвращается». Клуб «Дума», 18.04.2002.

Открытие Крымского клуба состоялось в арт-центре «Феникс» на Кутузовском проспекте, причём фактически дважды — в октябре и ноябре 1995 года. Неофициально Клуб открылся 25 октября 1995 года в Москве авторским вечером поэта Ивана Жданова вскоре по окончании Боспорского форума современной культуры, проходившего в Керчи и на острове Тузла. Изначально ядро Клуба составляли его основатели — поэты крымско-московской группы «Полуостров» (И. Сид, А. Поляков, Н. Звягинцев, М. Максимова).
На официальном открытии Клуба 15 ноября 1995 были единогласно избраны: «основоположником» Крымского клуба — Максимилиан Волошин, почётным президентом — Василий Аксёнов, куратором — Игорь Сид.
По составу авторов, по игровой и кентаврической (соединение несоединимого) стилистике своих акций, по тяготению к футурологической, социологической и отчасти политологической проблематике («геопоэтика вместо геополитики») Крымский клуб является экстратерриториальным продолжением Боспорского форума. Своего рода внутренним девизом для обоих проектов стало давнее напутствие Сергея Аверинцева: «Праздник болтовни как жанр искусства имеет глубокие средиземноморские корни, и я приветствую Боспорский форум, как продолжение великих традиций». Помимо крымского происхождения проекта, название «Крымский клуб» отчасти также подразумевает пародию, «дружеский шарж» на международное футурологическое объединение Римский клуб, основанное в 1960-е годы гуманистом Аурелио Печчеи.
С развитием проекта, к нему стали подключаться деятели современной культуры и науки, задававшие новые направления работы: видеорежиссёр и композитор Алексей Блажко — центральная фигура арт-группы «Кадры Решают Всё», создававшей клипы в жанре видеопоэзии; историк и переводчик Анна Бражкина, развивавшая историософское и африканистское направления, а также проекты, связанные с украинской литературой; культуролог Екатерина Дайс — инициатор издательской деятельности Крымского клуба и цикла «Зодиакальные чтения», сомодератор цикла «Феноменология Имени»; поэт и журналист Геннадий Кацов, предложивший проект антологии «НАШКРЫМ» и издавший её в Нью-Йорке; писатель и композитор Игорь Лёвшин — сомодератор цикла «Феноменология Имени» и инициатор ряда других проектов; зоологи Елена Мигунова и Юрий Угольников, сомодераторы цикла «Зоософия»; писатель и журналист Александр Руденко-Десняк — партнёр Крымского клуба по первому российско-украинскому литературному фестивалю «Южный Акцент» (1999); художник и галерист Исмет Шейх-Задэ — инициатор перформанса «Мадагаскрым» и других проектов, поэт и филолог Джонс Наринс, организатор «Фестиваля народов Антарктиды» и другие.
До 1998 года заседания проходили в культурном центре «Феникс», в дальнейшем — на многих площадках Москвы, таких как Музей В. В. Маяковского, Институт проблем экологии и эволюции РАН, Русский ПЕН-центр, Московский Зоопарк, а также в других городах и странах. В более чем 300 акциях Крымского клуба с 1995 года участвовали деятели литературы, искусства, науки и иных сфер из России, Украины, Австралии, Австрии, Армении, Белоруссии, Германии, Индии, Канады, Китая, Мадагаскара, Сенегала, США, Франции, Швейцарии, Эфиопии, Японии и других стран. Акции Крымского клуба традиционно включаются ежегодно в программу Всемирного дня поэзии ЮНЕСКО и ежедвухлетне — в программу Биеннале поэтов в Москве.
В 1999 году у Крымского клуба появился собственный вебсайт — www.Liter.net, работавший до 2013 года; ныне архив сайта хранится по адресу Liter-net.1gb.ru). Уже через год сайт Крымского клуба был отрецензирован критиком Сергеем Костырко в № 12 журнала «Новый мир» за 2000 год.
В 2000 году Крымский клуб как значимый российский литературный проект был номинирован экспертом Н. Перовой на соискание премии «Малый Букер».

## Галерея

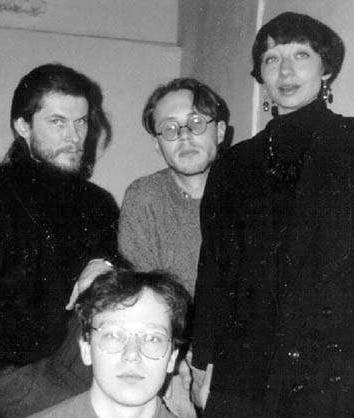
Вечер основателей Крымского клуба — поэтов группы «Полуостров» в Литературном музее на Петровке. Справа налево: Мария Максимова, Андрей Поляков, Николай Звягинцев, Игорь Сид. 02.02.1996.
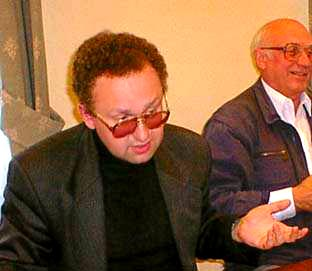
Писатели Владимир Ешкилев (Украина) и Александр Руденко-Десняк (Россия). Российско-украинский литературный фестиваль Крымского клуба "Южный Акцент", 29.05.1999.
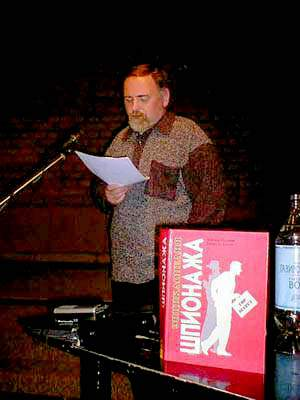
Писатель Владимир Тучков на круглом столе Крымского клуба «Литераторы — шпионам и разведчикам»[9]. Музей Маяковского, 12.05.2000.
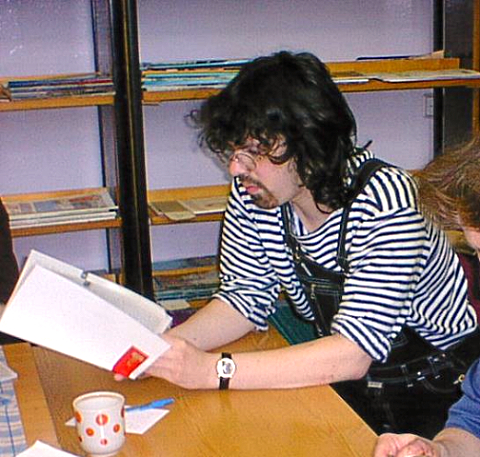
Поэт и литературтрегер Дмитрий Кузьмин на презентации днепропетровского альманаха «Артикль» в геопоэтическом цикле Крымского клуба, 13.05.2000.
Прозаик и поэт Даур Зантария на Мадагаскарских литературных чтениях Крымского клуба[10]. Дом Дружбы с народами зарубежных стран, 27.06.2000.
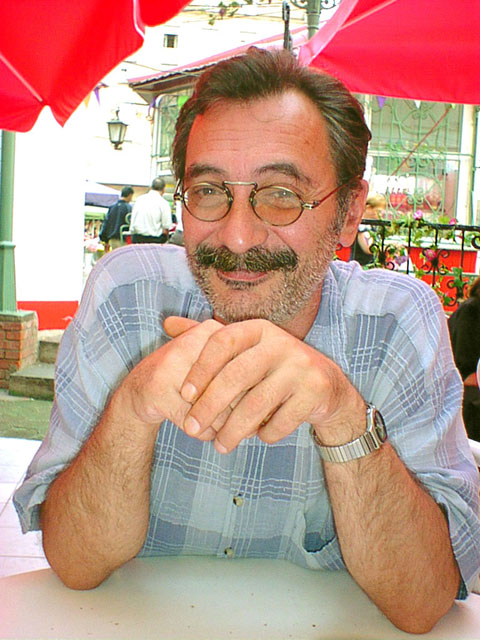
Поэт Тимур Кибиров перед презентацией своего собрания сочинений «Кто куда, а я в Россию» (М.: Время, 2001) в клубе «Дума». Москва, 28.08.2001
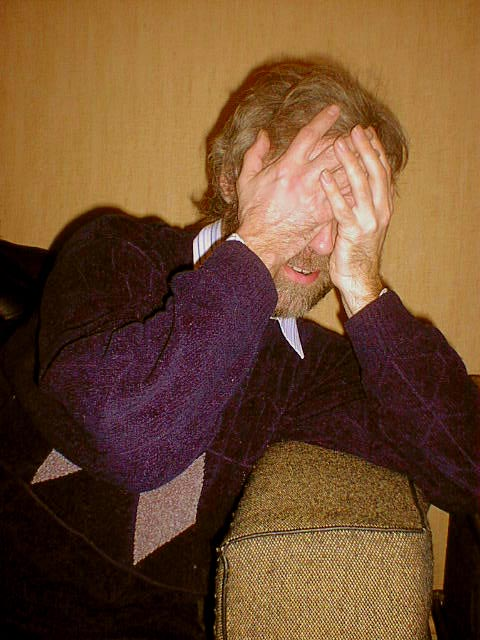
Прозаик и поэт Леонид Костюков олицетворяет Кризис на круглом столе Крымского клуба «Кризис клуба»[11]. Зал Георгиевского клуба Татьяны Михайловской, 20.02.2002.
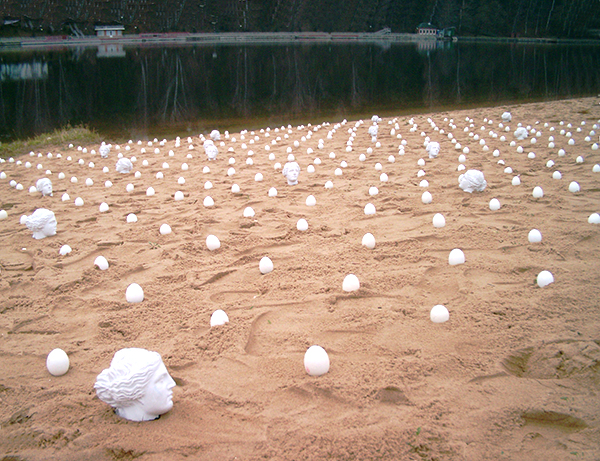
Акция Крымского клуба «Московская Тузла»[12]. Ремейк инсталляции на I Боспорском форуме 1993 года «Афродита из яйцеклетки» Валерия Айзенберга и Ирины Даниловой. Остров Серебряный Бор, 29.09.2003.
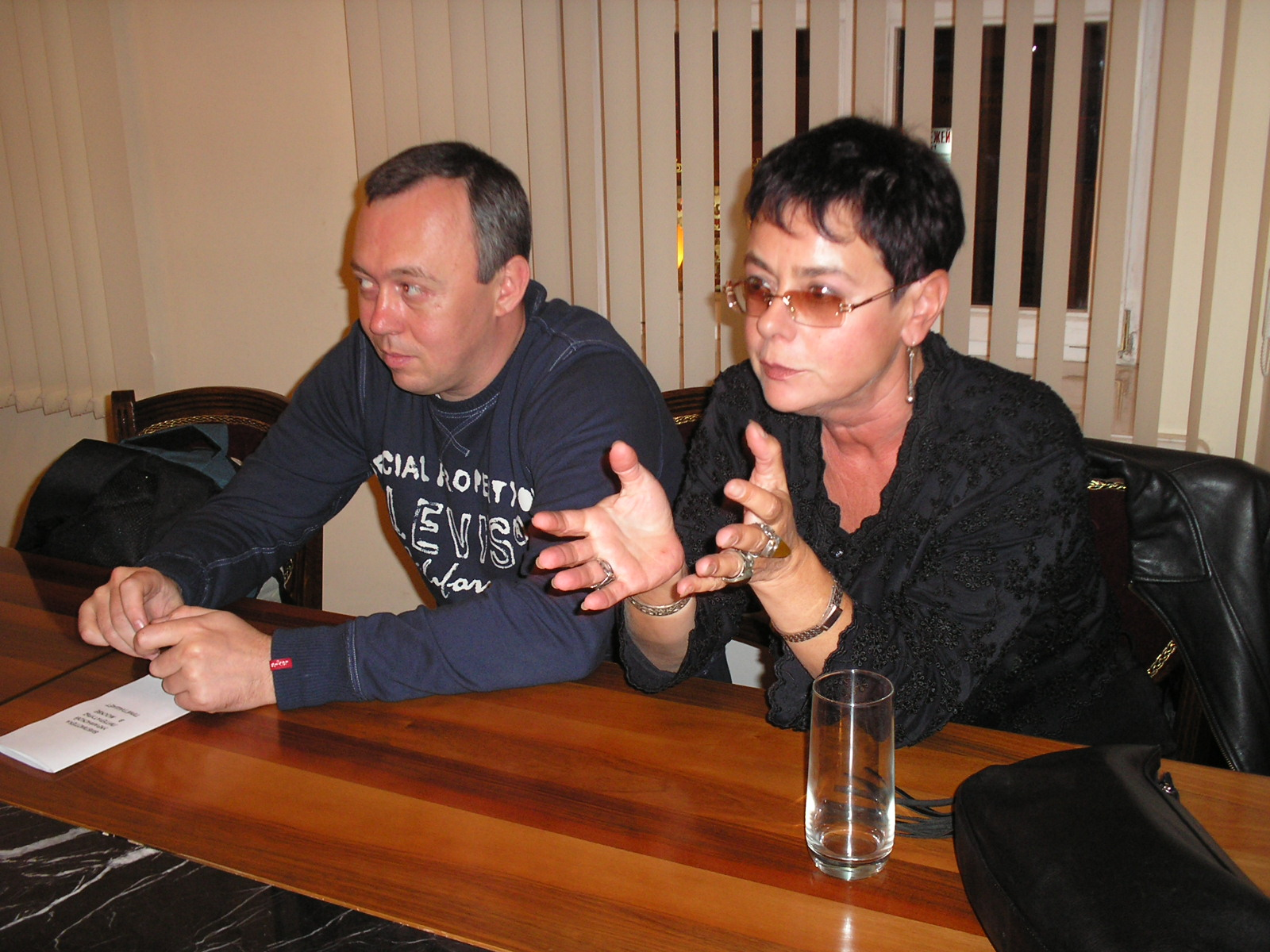
Поэты Александр Кабанов и Ирина Евса (Украина) на круглом столе Крымского клуба «Русская поэзия в Украине» в рамках 4-й Международной биеннале поэтов в Москве. 29.09.2005.
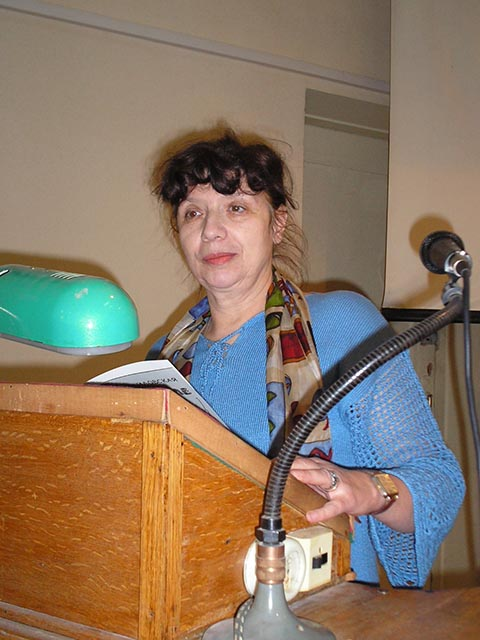
Поэт и редактор Татьяна Михайловская на круглом столе «Голова поэта» в цикле «ТравмоТекст», в рамках IV Биеннале поэтов в Москве. Институт проблем экологии и эволюции им. А.Н. Северцова РАН, 30.09.2005.
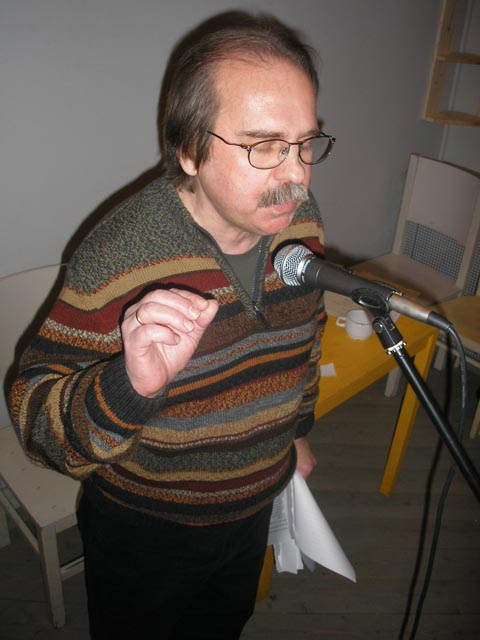
Поэт Виктор Коваль на посвящённых ему Первых Ковальских чтениях[13], проведённых Крымским клубом в клубе-кафе «Улица ОГИ». 26.01.2007.
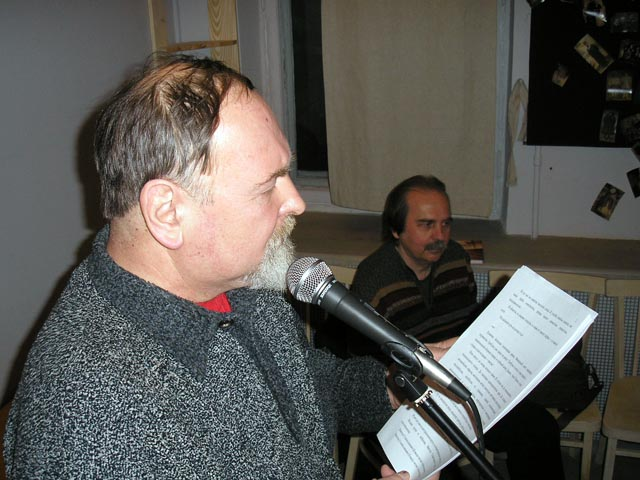
Поэт и прозаик Владимир Тучков на Первых Ковальских чтениях Крымского клуба. 26.01.2007.
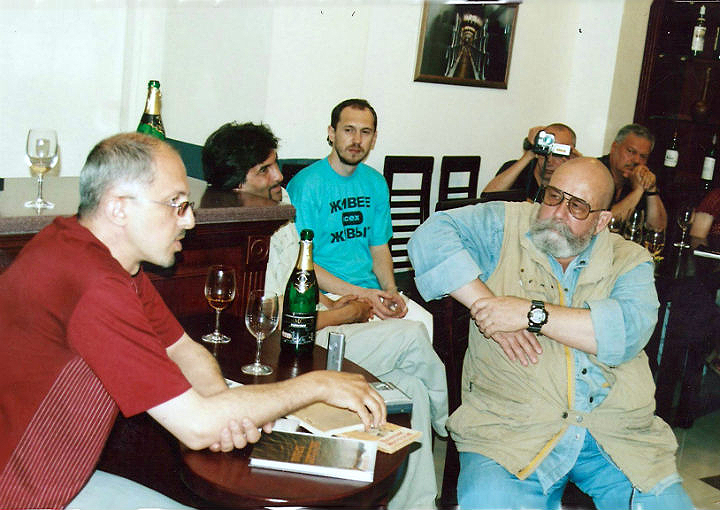
Круглый стол «Крымский текст в русской культуре». Рустам Рахматуллин, Игорь Лёвшин, Юрий Цветков, Рафаэль Левчин (с видеокамерой), Владимир Строчков, Юрий Зморович. Москва, дегустационный зал магазина «Массандра», 28.05.2007.
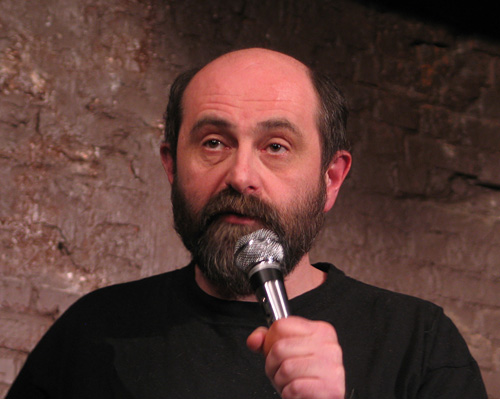
Философ, лингвист, культуролог Вадим Руднев на круглом столе Крымского клуба «Реинкарнация писателей: итоги и перспективы»[14]. Музей Маяковского, 23.02.2008.
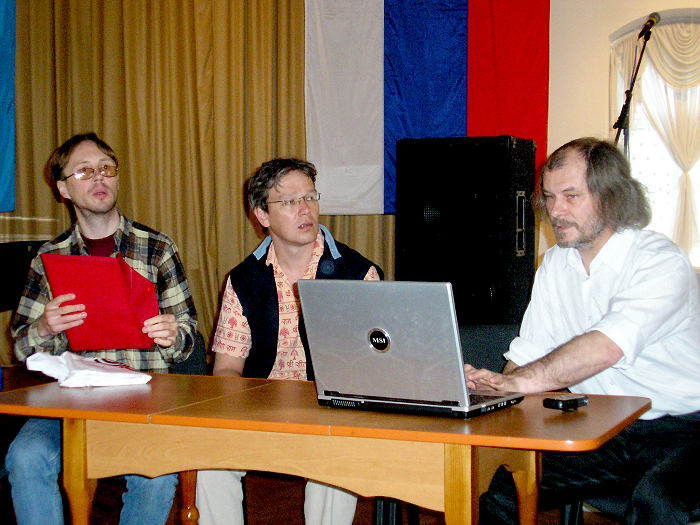
Поэты группы «Полуостров» Андрей Поляков, Николай Звягинцев, Игорь Сид на поэтическом фестивале «Киевские лавры». Киево-Печерская лавра, 25.05.2008.
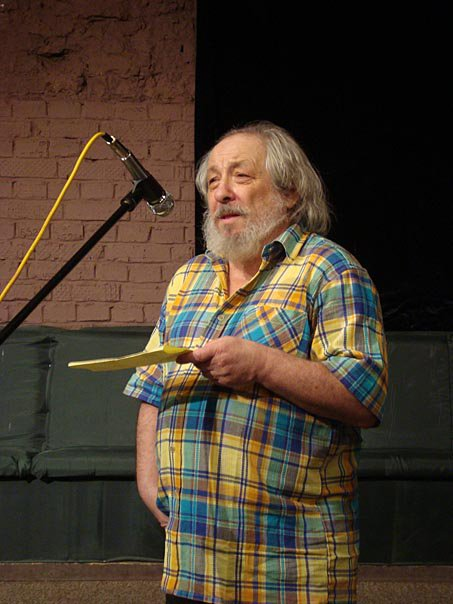
Владимир Герцик читает свои хокку на вторых Мадагаскарских литературных чтениях Крымского клуба[15] (по случаю 50-й годовщины независимости Мадагаскара). Москва, Музей Маяковского, 20.03.2010.

## Геопоэтика

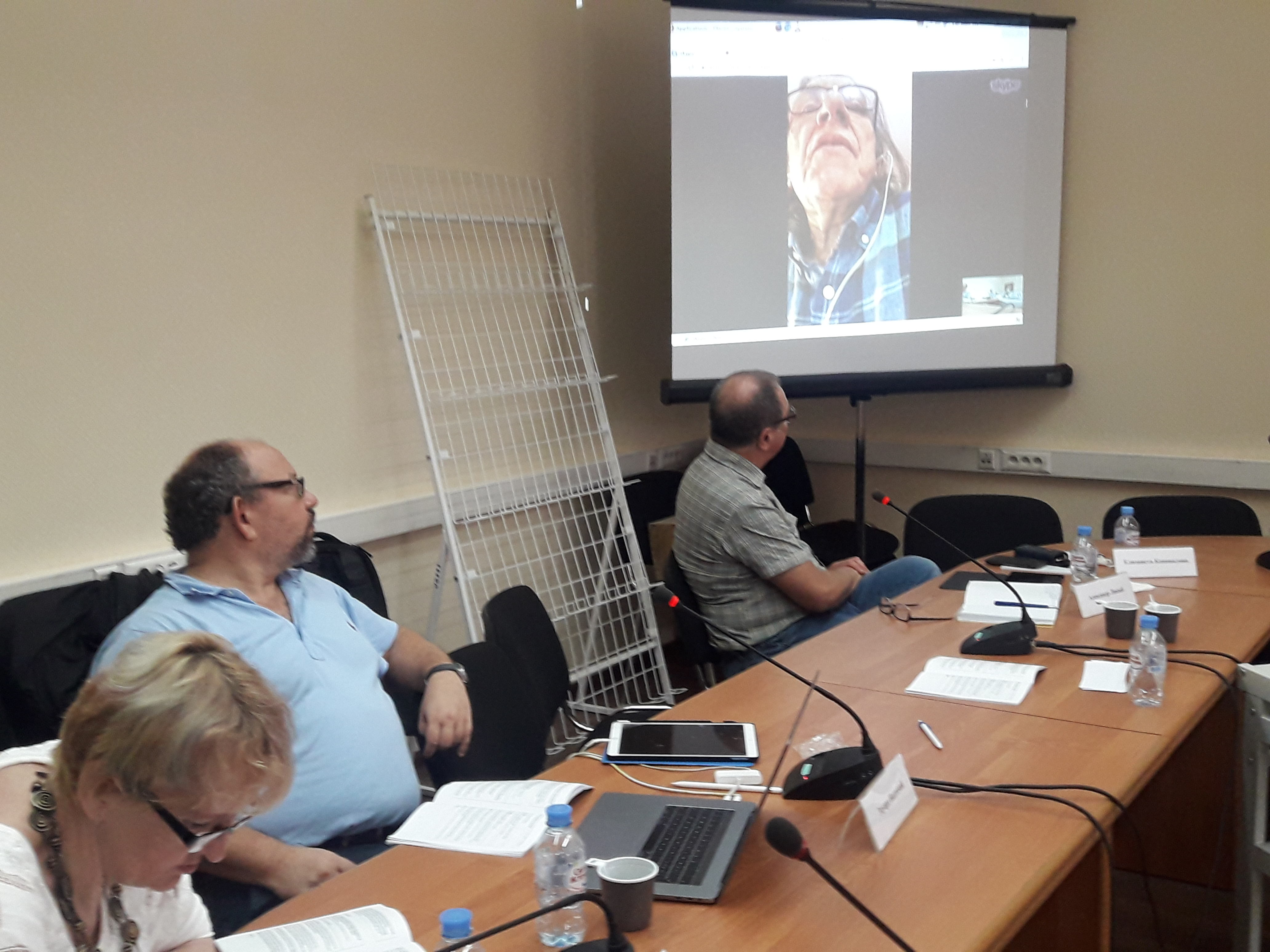
3-я Международная конференция по геопоэтике в Институте философии РАН. Онлайн-доклад поэта, переводчика, филолога Яна Пробштейна (США). Сидят, слева направо: Мария Надъярных, Эдуард Надточий (Швейцария), Александр Люсый. 19.05.2018.

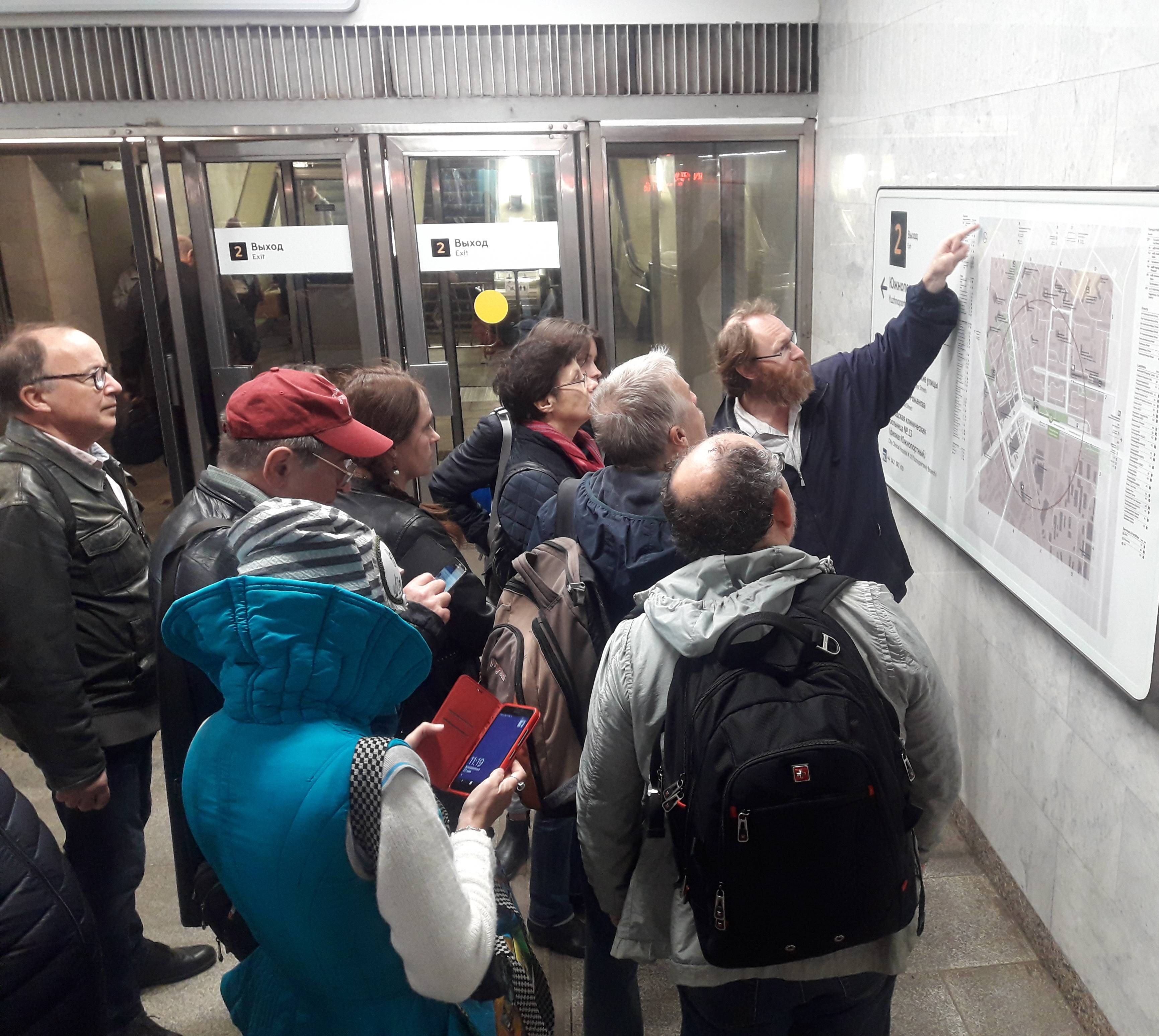
Поэт Александр Курбатов (справа) руководит мини-экспедицией по заброшенным местам Москвы для участников 3-й Международной конференции по геопоэтике. станция метро «Кожуховская», 20.05.2018.

Стратегия деятельности Клуба — поиск новейших культурных тенденций, и раскрытие их возможностей или особенностей на «рабочих моделях» в формате отдельных акций и дискуссий. На старте работы, в середине 1990-х гг., Крымским клубом впервые введено в международный исследовательский обиход определение геопоэтики (шотландско-французский поэт и эссеист Кеннет Уайт, долго считавшийся автором термина, принципиально не давал точных формулировок, ограничиваясь пространными поэтическими истолкованиями) и начаты разработки как научного, так и прикладного (проективного) модусов геопоэтики. Термин «геопоэтика» изначально закреплён в полном варианте названия Клуба.
Крымский геопоэтический клуб явился организатором Первой (1996) и Второй (2009) Международных конференций по геопоэтике. Инициатором 3-й Международной конференции по геопоэтике (и её сомодератором, совместно со швейцарским философом Эдуардом Надточим) стал куратор Крымского клуба Игорь Сид. Конференция прошла в мае 2018 года в Институте философии РАН.
Геопоэтическая компонента деятельности Клуба проявлялась, в частности, в организации культурных событий «географического» плана, как например программы крымского землячества на фестивале «Москва-Территория 2000», с участием таких известных крымчан, как писатель Александр Грановский, историк Андрей Мальгин, поэты Андрей Поляков и Евгений Сабуров, телережиссёр Александр Трофимов, художник и галерист Исмет Шейх-Задэ и др.
В 2010 году составители вышедшего в Берлине в издательстве Suhrkamp Verlag сборника «Geopoetiken» Сильвия Зассе и Магдалена Маршалек определяют Крымский клуб как «самое успешное приложение геопоэтической идеи».
В 2012 по приглашению Института «Русская антропологическая школа» Крымский клуб стал соорганизатором первой в мире научной конференции по антропологии путешествия. В 2014 году совместно с издательством KRiK Publishing House (Нью-Йорк) подготовлена и выпущена антология русской поэзии «НАШКРЫМ» — по сути, геопоэтическая хрестоматия по Крыму.
В 2013 году Клубом подготовлена и издана совместно с издательством «Арт Хаус медиа» исторически первая международная антология геопоэтических текстов с участием Владимира Абашева, Юрия Андруховича, Андрея Балдина, Андрея Битова, Михаила Гаспарова, Василия Голованова, Екатерины Дайс (научный редактор и автор предисловия), Владимира Ешкилева, Сергея Жадана, Дмитрия Замятина, Владимира Каганского, Сергея Кузнецова, Александра Люсого, Андрея Полякова, Рустама Рахматуллина, Евгения Сабурова, Игоря Сида, Кеннета Уайта и других авторов (всего 34 автора из России, Украины, из стран Европы, Азии, Африки), издана Крымским клубом совместно с издательством «Арт Хаус медиа» в 2013 году. В оформлении обложки антологии использована фоторабота Андрея Канищева — снимок группы участников 1-го Боспорского форума (1993) на фоне последней буквы гигантской инсталляции (геоглифа) Ростислава Егорова «LOOK TO THE HEAVENS» на побережье острова Тузла, используемый как логотип Крымского клуба.

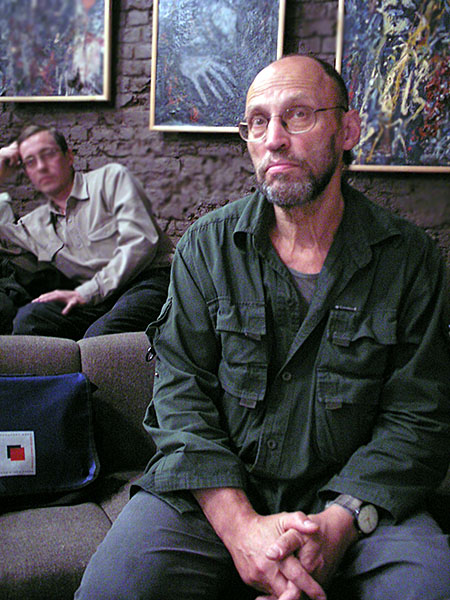
Поэт Дмитрий Александрович Пригов на вечере в геопоэтическом цикле Крымского клуба «Геопоэтика: между текстом и жизнью» в рамках IV Биеннале поэтов в Москве. 27.09.2005.
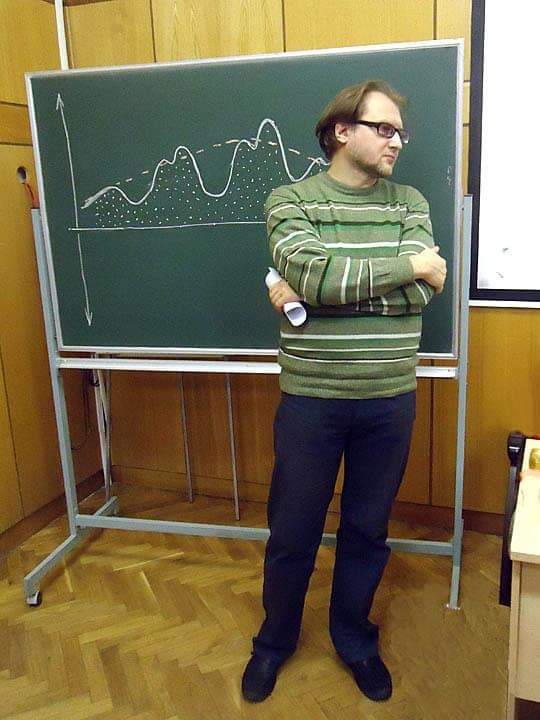
Философ и поэт Константин Бандуровский на конференции «Власть Маршрута»[24] (соорганизаторы Русская антропологическая школа и Крымский клуб), 06.12.2012.
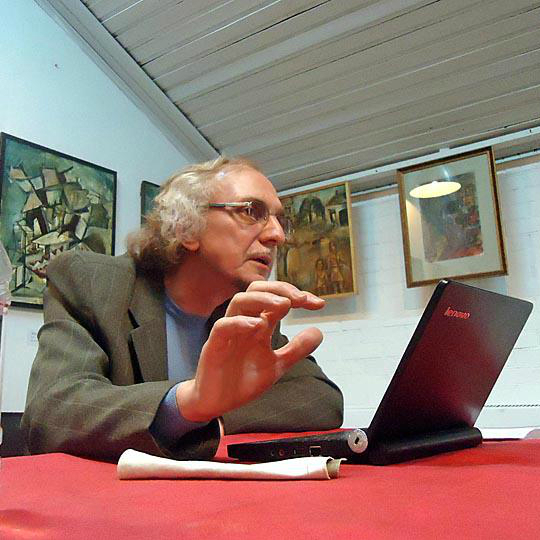
«Подземелья Донецка». Вечер филолога, главного редактора журнала «Дикое поле» Александра Кораблёва в геопоэтическом цикле Крымского клуба. Зверевский центр современного искусства, 19.04.2013.
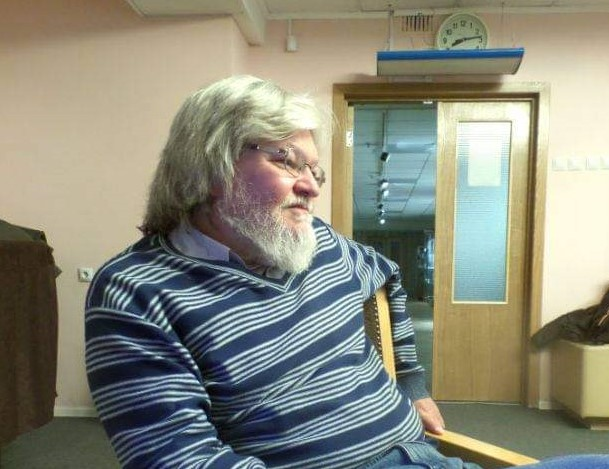
Географ и классиолог Владимир Каганский выступает в геопоэтическом цикле Крымского клуба. Российская государственная детская библиотека, 06.11.2014.
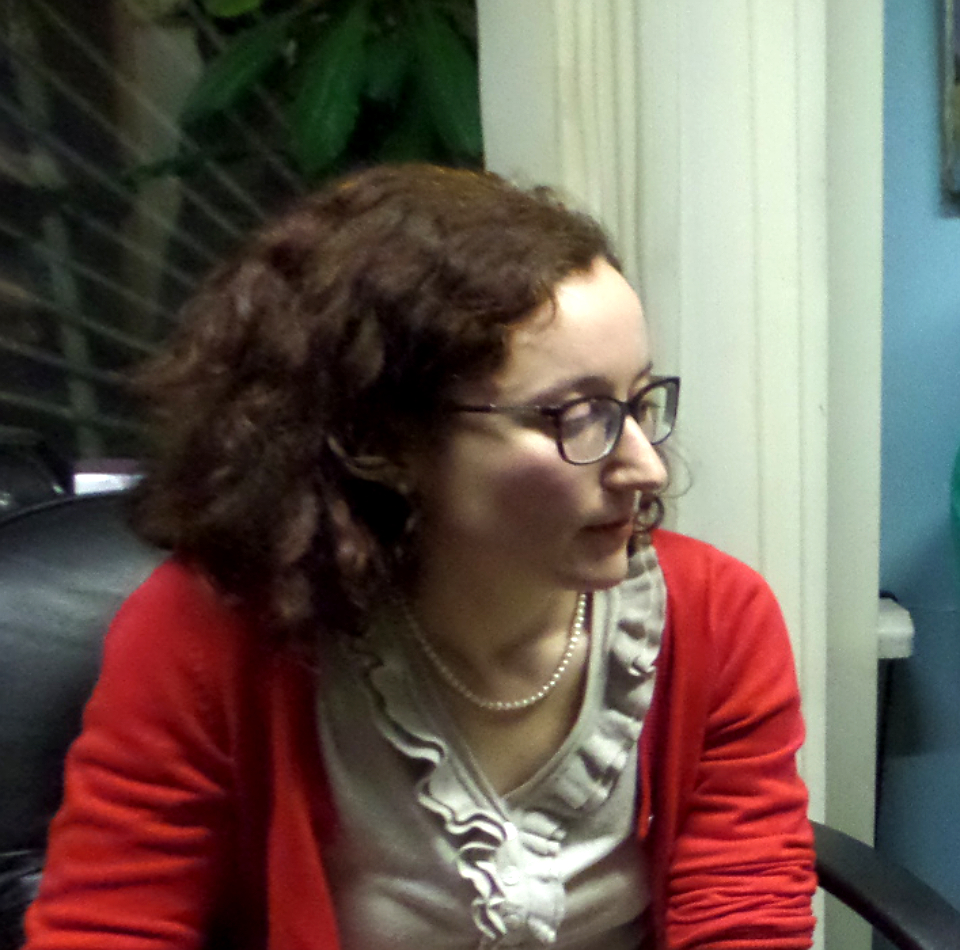
Вечер писательницы и филолога Татьяны Хофманн в геопоэтическом цикле Крымского клуба. Русский ПЕН-центр, 03.04.2015.
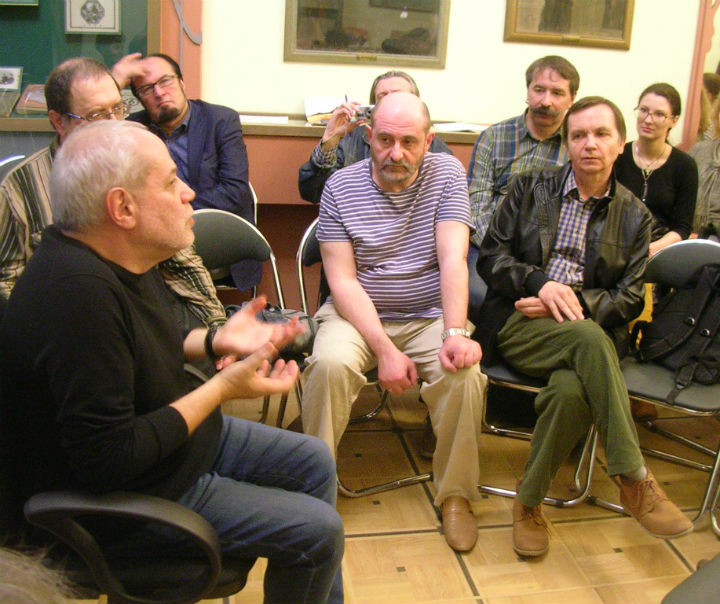
Поэт Евгений Бунимович на 20-летии Крымского клуба, 14.04.2016.
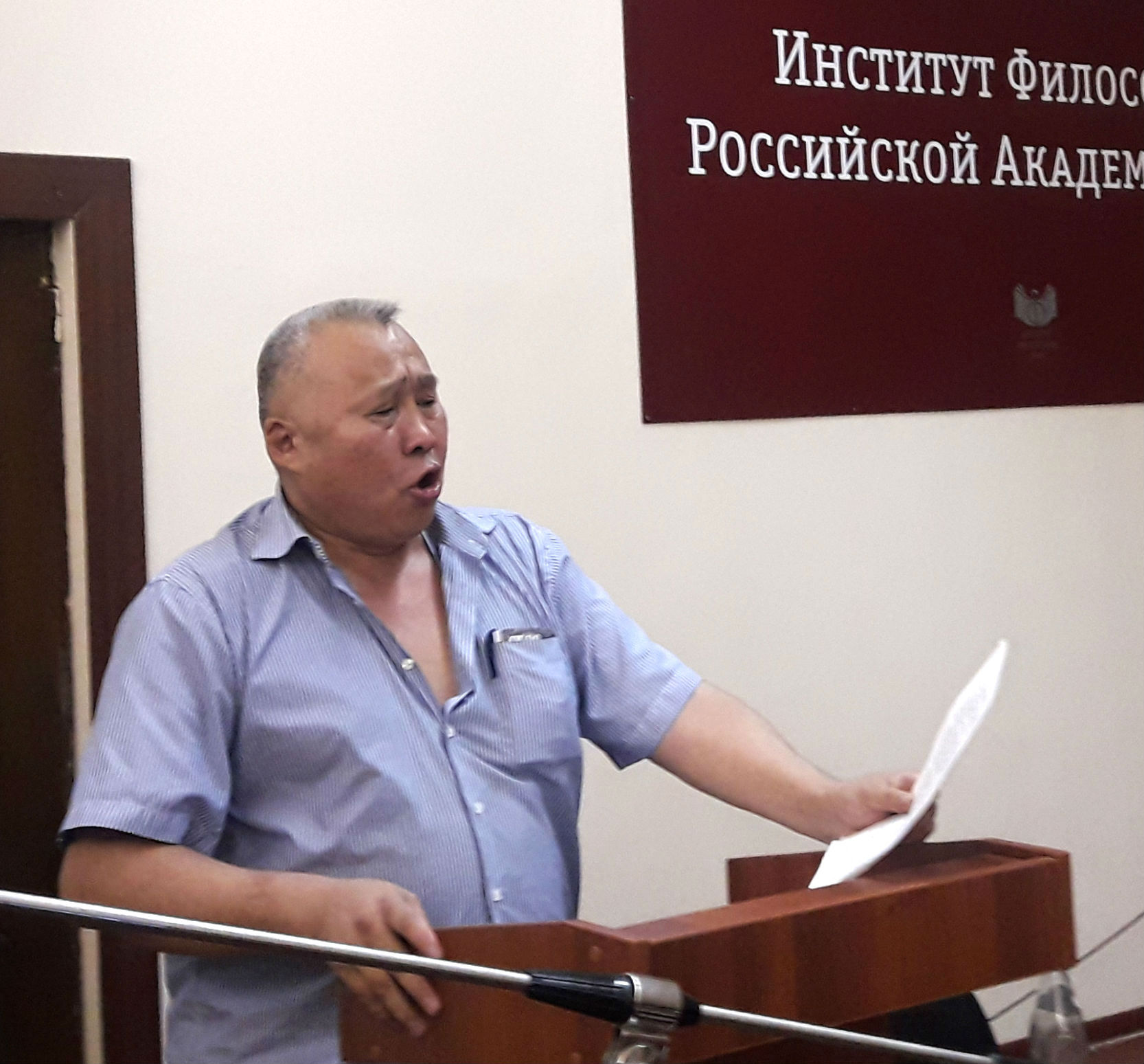
Поэт Амарсана Улзытуев читает стихи о путешествии в Тунис на Геопоэтических чтениях в рамках 3-й Международной конференции по геопоэтике. Институт философии РАН, 18.05.2018.
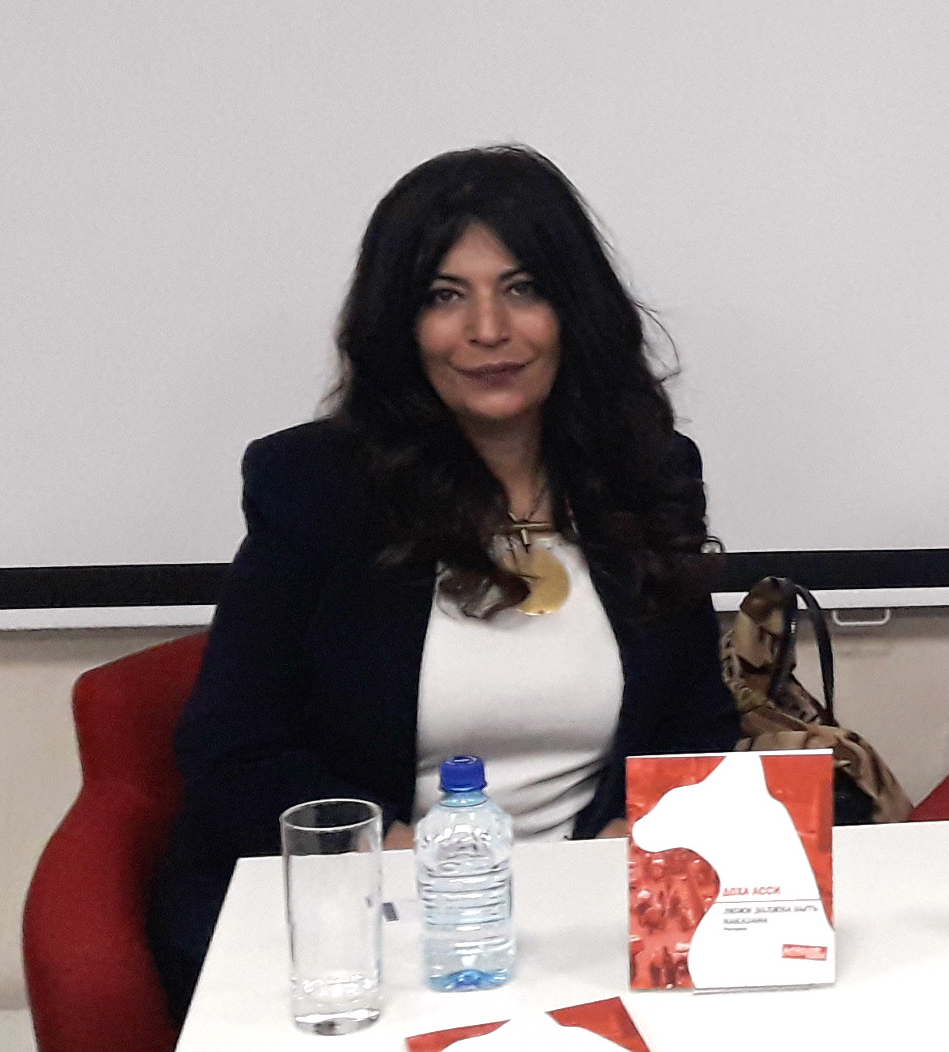
Египетская писательница Доха Асси на презентации своего сборника рассказов «Люжи должна быть наказана»[25] (М.: Арт Хаус Медиа, 2019) в геопоэтическом цикле Крымского клуба. Библиотека иностранной литературы, 21.10.2019.
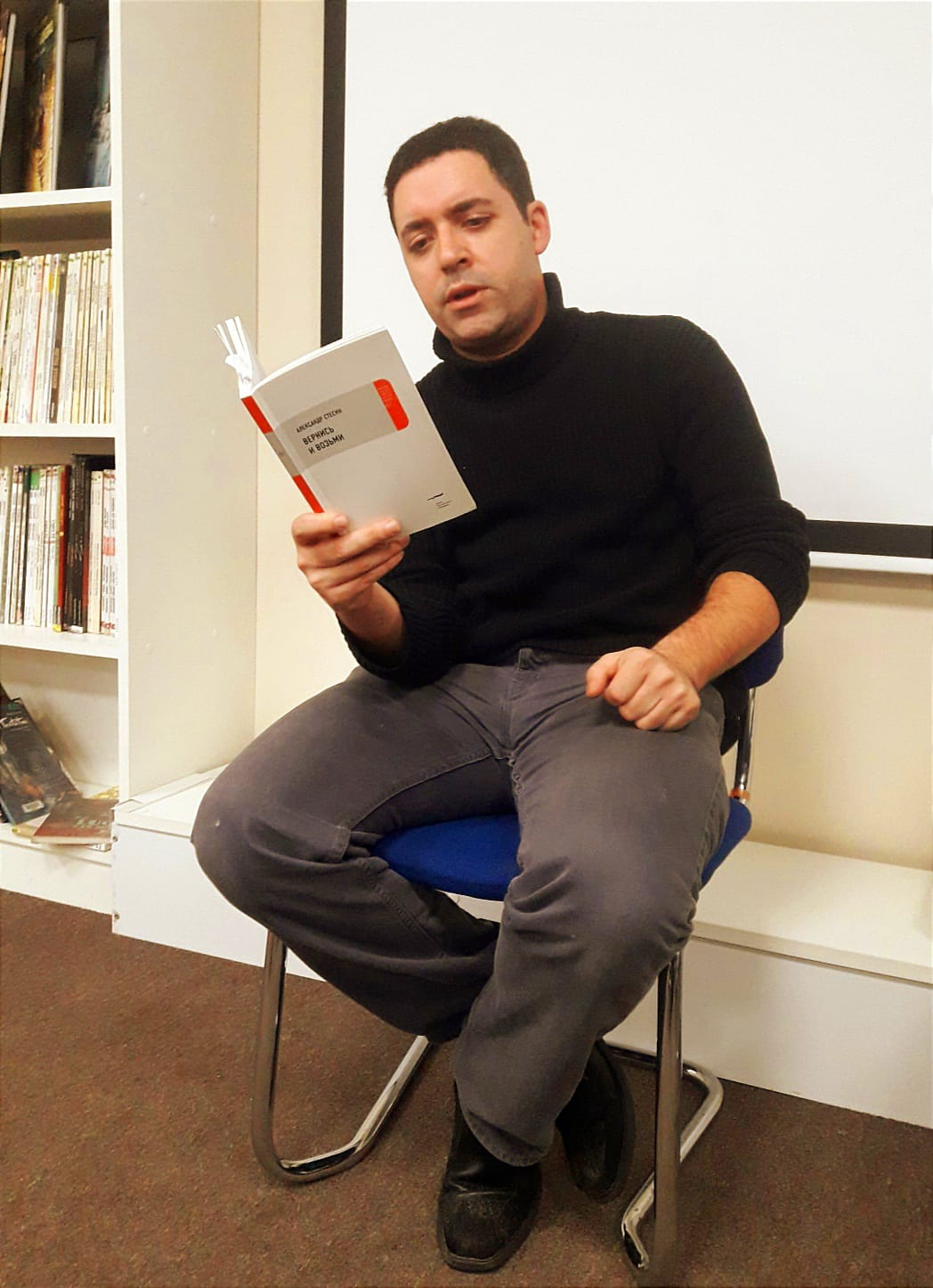
«Третий, вслед за Пушкиным и Гумилёвым, африканец русской литературы»[26], автор «Африканской книги» (М.: НЛО, 2019) поэт и прозаик Александр Стесин читает свою прозу на совместном вечере с Игорем Сидом. Библиотека иностранной литературы, 29.10.2019.
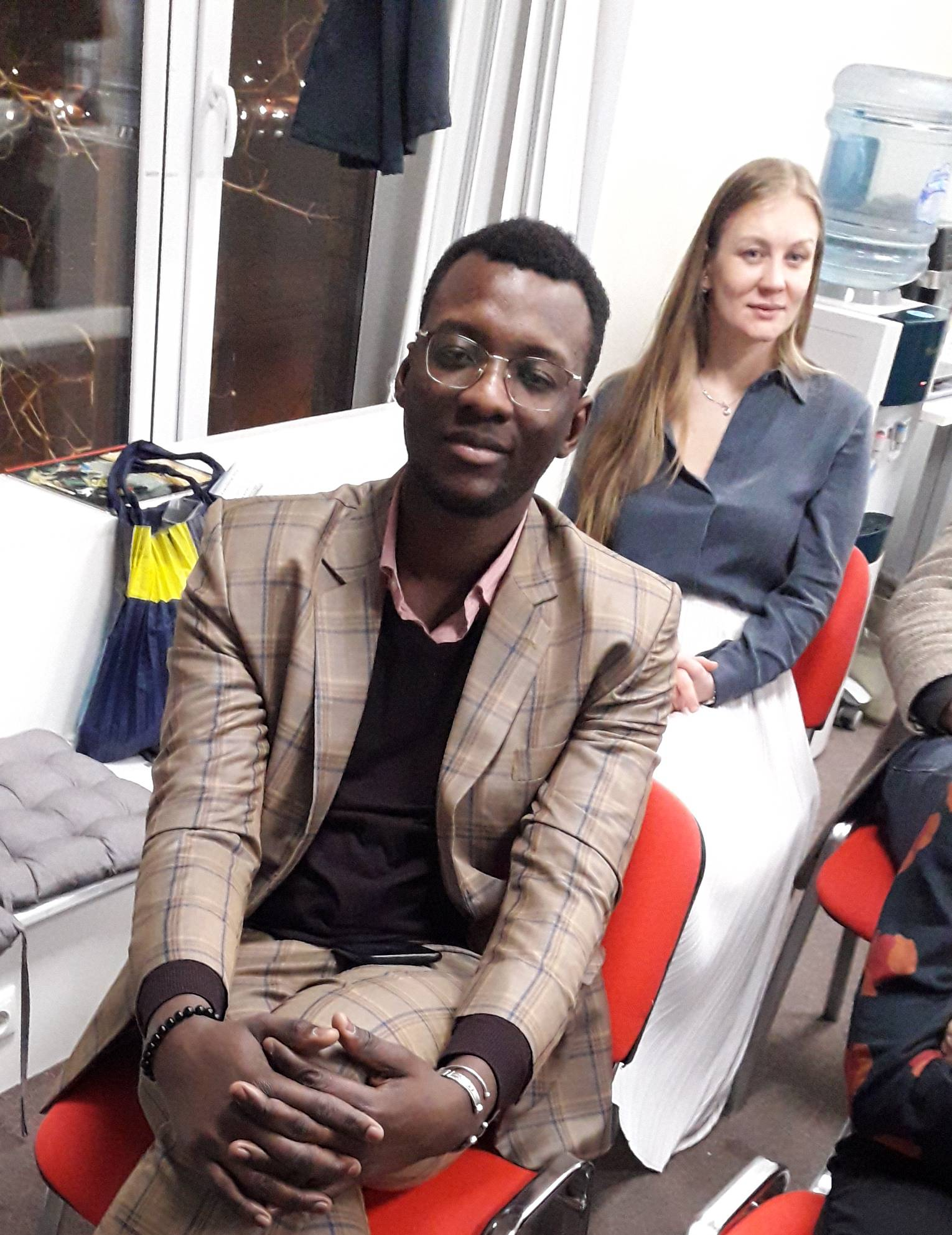
Писатели Умар Сидибе (Сенегал) и Анна Гончарова на встрече с филантропом Алиу Тункара в геопоэтическом цикле Крымского клуба. Библиотека иностранной литературы, 25.01.2020.

## Направления деятельности клуба

### Авторские вечера

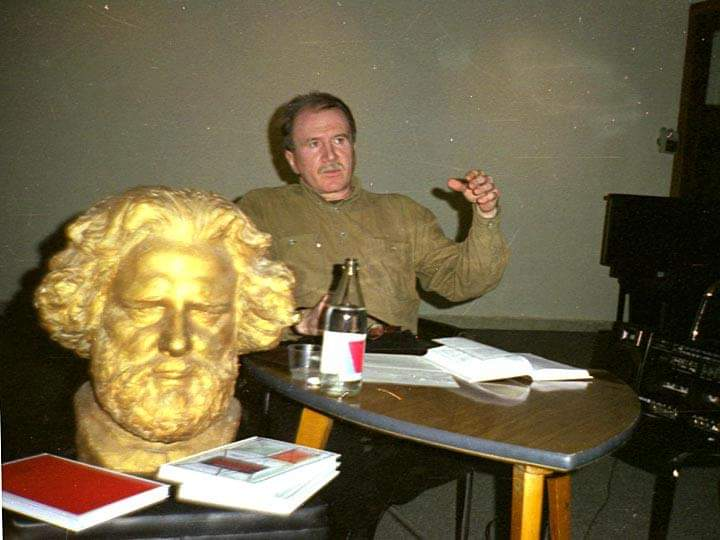
Презентация книги прозаика и эссеиста Игоря Клеха «Инцидент с классиком»[27] (М.: НЛО, 1998) в Крымском клубе. 31.03.1999.
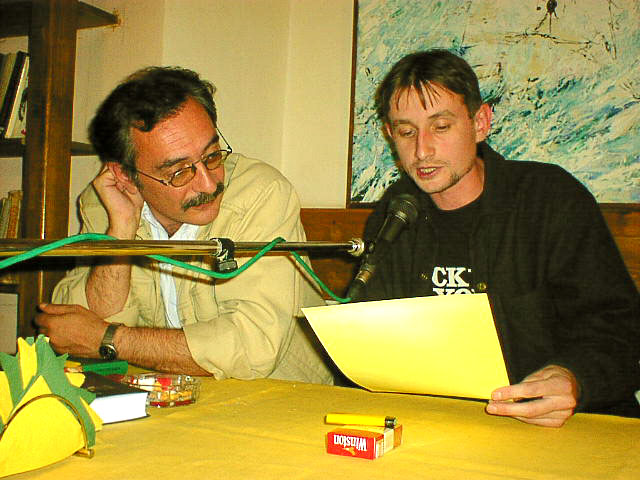
Украинский поэт Сергей Жадан (справа) читает Тимуру Кибирову перевод его сонета «Когда б Петрарке юная Лаура...». Клуб «Дума», 28.08.2001.
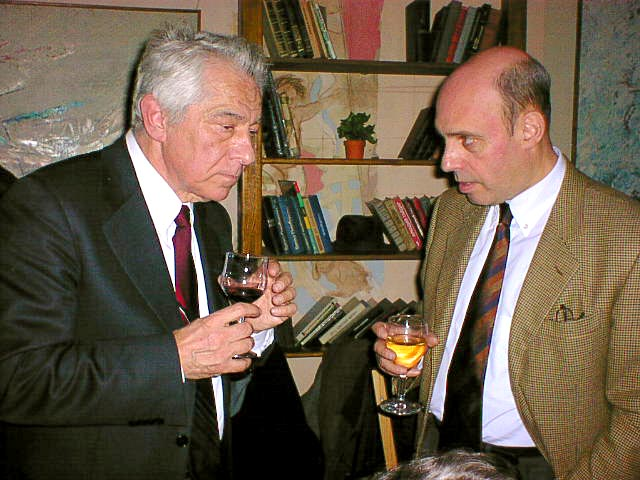
Африканист, академик Аполлон Давидсон и директор Информационного центра ООН Александр Горелик после вечера Давидсона в клубе «Дума». 28.10.2001.
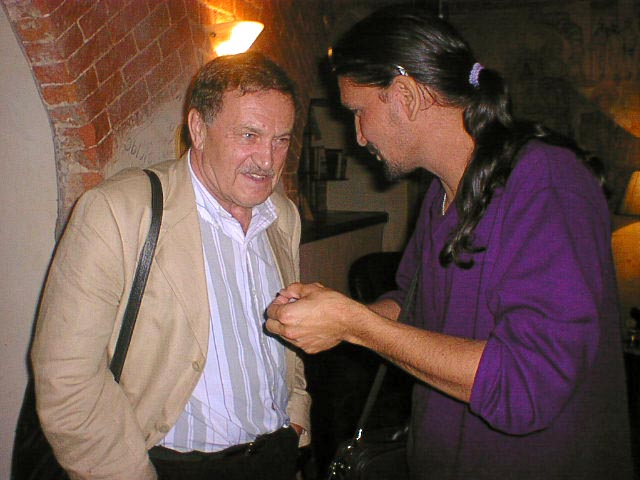
Прозаик Василий Аксёнов и художник Исмет Шейх-Задэ на вечере Аксёнова[28] в Крымском клубе. Вечерний клуб «Дума», 10.07.2002.
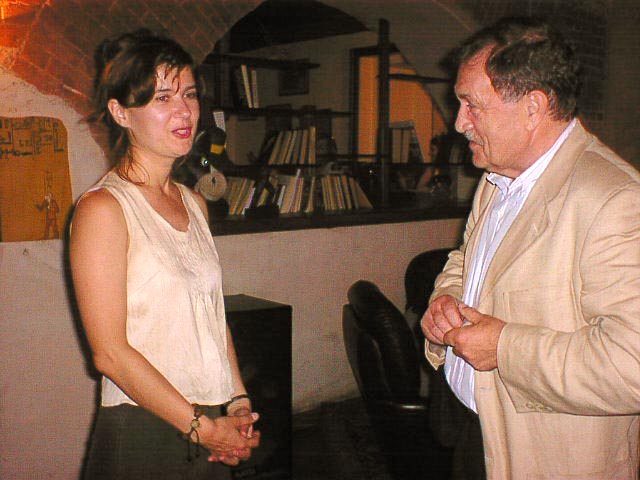
Режиссёр Боспорского форума Оксана Натолока (Пасько) с писателем Василием Аксёновым на его вечере в клубе «Дума». 10.07.2002.
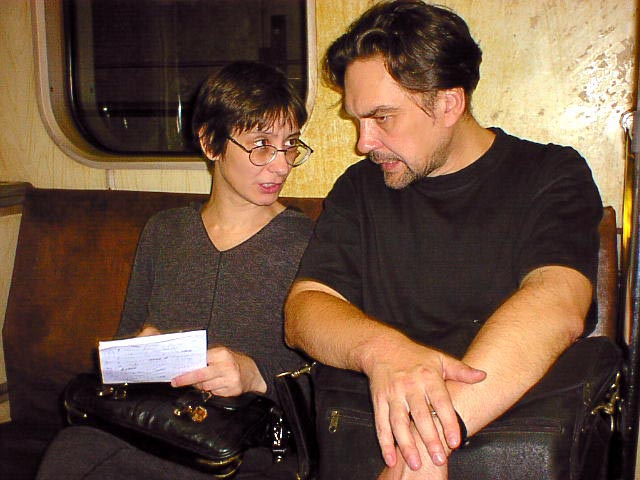
Историк Анна Бражкина и писатель Юрий Андрухович (Украина) перед его авторским вечером в клубе «Проект О.Г.И.», 05.09.2002.
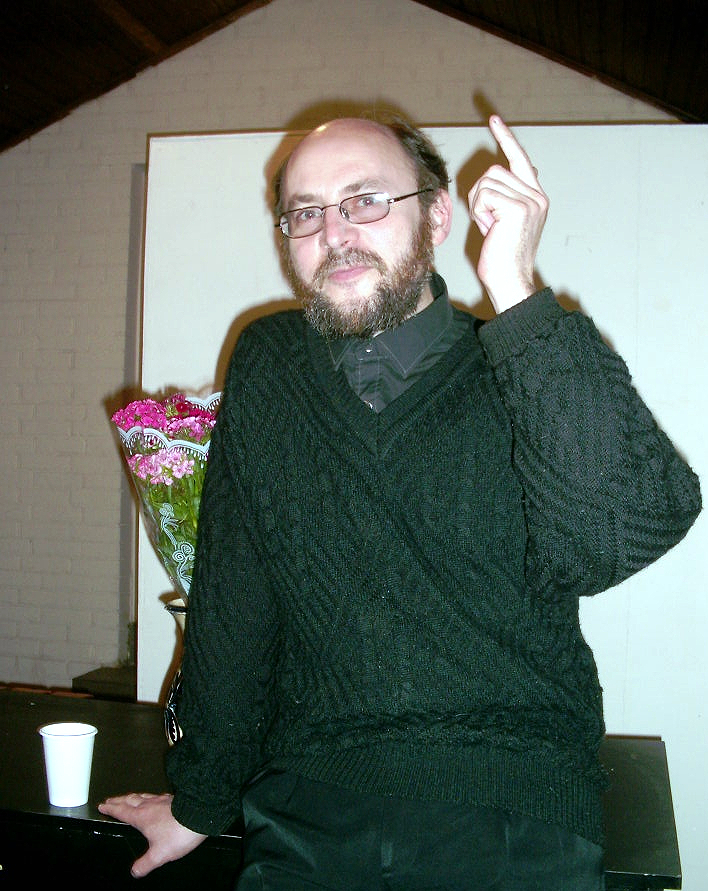
Поэт и редактор Михаил Ромм на своём литературном вечере в Крымском клубе. Зверевский центр современного искусства. 14.06.2004.
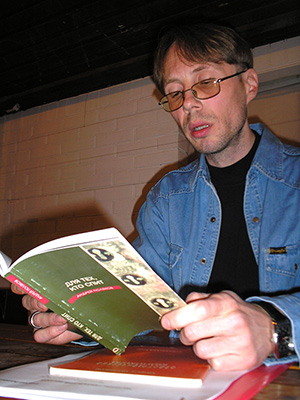
Вечер поэта Андрея Полякова в рамках программы Крымского клуба на 4-й Международной Биеннале поэтов в Москве. Литературный музей на Петровке, 26.09.2005.
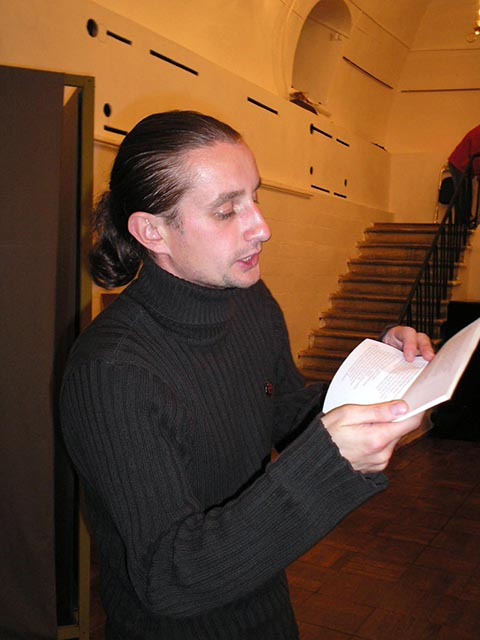
Украинский поэт Сергей Жадан на вечере Крымского клуба в рамках IV Международной биеннале поэтов в Москве. 28.09.2005[29].
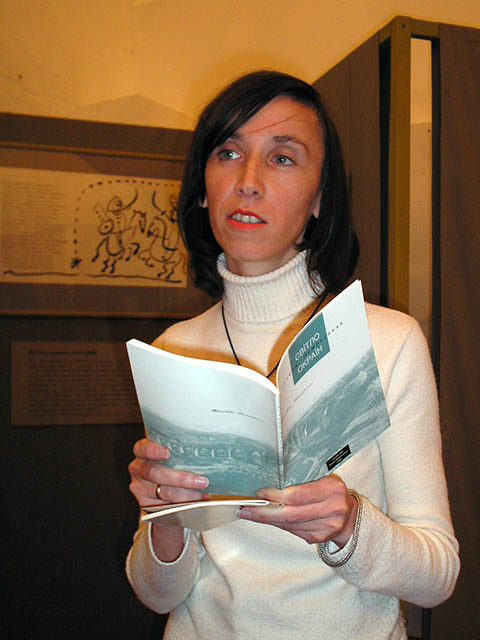
Украинская поэтесса Галина Петросаняк на вечере Крымского клуба в рамках IV Международной биеннале поэтов в Москве. 28.09.2005[29].

В первый год работы формат акций Крымского клуба представлял собой традиционный «авторский вечер»; новизна часто заключалась в том, что автор сольным образом выступал в этом жанре впервые в Москве, или вообще впервые.
Так, Крымский провёл первые сольные творческие встречи с поэтами Дмитрием Авалиани, Григорием Брайниным, Николаем Звягинцевым, Марией Максимовой, Андреем Поляковым, Михаилом Щербиной, филологами Михаилом Гаспаровым, Боли Каном, писателями Вячеславом Курицыным и Александром Селиным, филантропом Алиу Тункарой, художниками Семёном Файбисовичем и Исметом Шейх-Задэ. Впервые в Москве проведены сольные встречи с Юрием Андруховичем, Дохой Асси, Ларисой Березовчук, Татьяной Бонч-Осмоловской, Николаем Винником, Дэвидом Вонсбро, Дмитрием Гайдуком, Александром Грановским, Владимиром Ешкилевым, Сергеем Жаданом, Дауром Зантария, Александром Кораблёвым, Александром Люсым, Василием Нестеренко, Валерием Нугатовым, Евгением Сабуровым, Амаду Ламин Саллем и многими другими авторами из разных стран мира.

#### Цикл «Круглый стул»
Цикл «Круглый стул» являет собой своеобразную эссенцию жанра «ток-шоу»: выступающий располагается не в конце зала, а в центре концентрических кругов стульев, на вращающемся кресле. Из звучащих со всех сторон вопросов он отвечает только на интересные ему, поворачиваясь к вопрошающему; в итоге весь зал соревнуется за внимание героя, и диалог достигает максимального накала и интенсивности. На «круглом стуле» «вращались» такие значимые фигуры современной культуры, как Николай Байтов, Сергей Летов, Владимир Микушевич, Всеволод Некрасов, Д. А. Пригов, Лев Рубинштейн, Вадим Руднев и др.

#### «VIP-цикл»
«VIP-цикл» встреч с крупными учёными, дипломатами, знаменитыми шпионами и т. д. проводился в начале-середине 2000-х годов в московском клубе «Дума».
Исходный формат «авторских вечеров» вскоре уступил примату коллективных и интерактивных акций.

### Коллективные вечера

#### Цикл «Феноменология Имени»
С 2008 альянс И. Лёвшина, И. Сида и Е. Дайс проводит литературный цикл «Феноменология Имени»: чтения поэтов — носителей одного имени, с обсуждением элементов и факторов их творческого и личностного сходства.

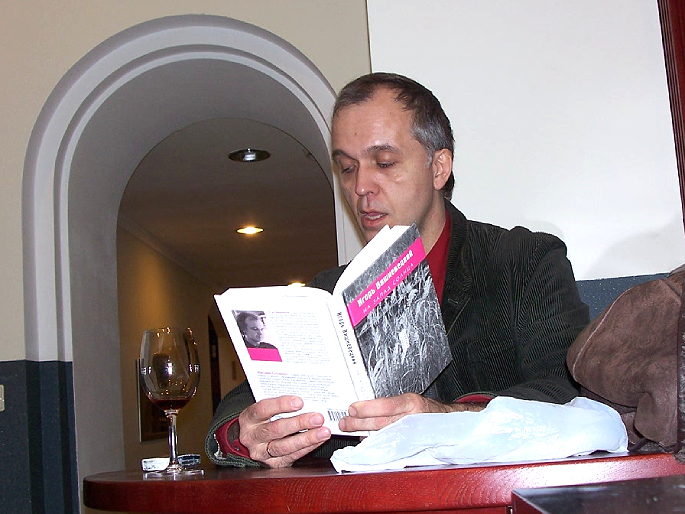
Поэт Игорь Вишневецкий на поэтическом вечере «ИГОРИ» (первом в цикле «Феноменология имени»). Москва, дегустационный зал магазина «Массандра», 22.11.2008.
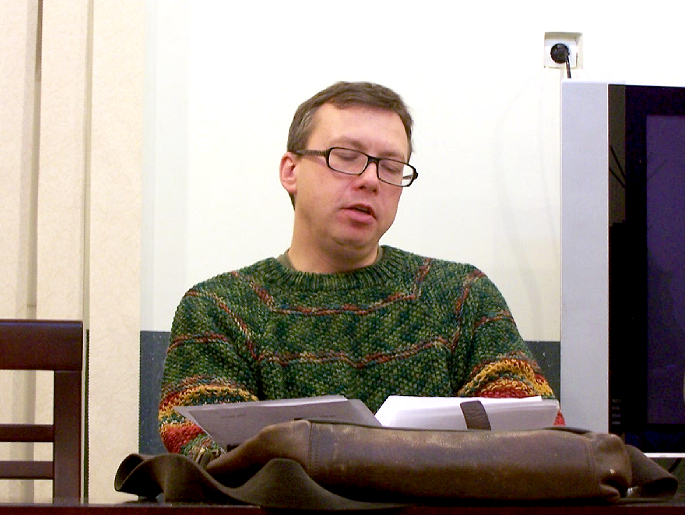
Поэт Игорь Караулов на поэтическом вечере «ИГОРИ» (первом в цикле «Феноменология имени»). Москва, дегустационный зал магазина «Массандра», 22.11.2008.
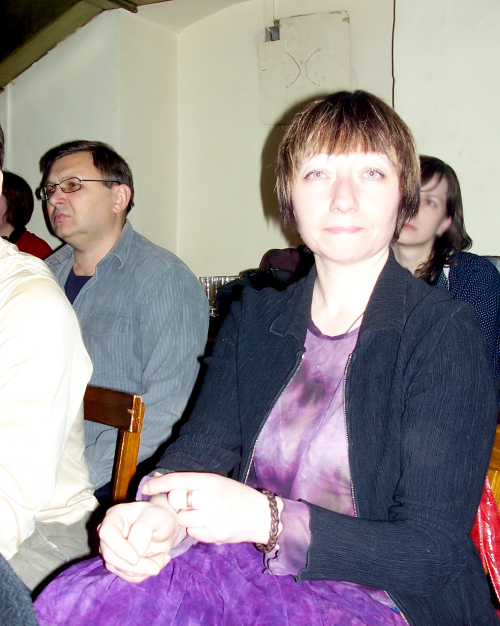
Поэт Мария Максимова на вечере «МАРИИ» в цикле «Феноменология имени». Клуб Проект О.Г.И., 09.02.2009.
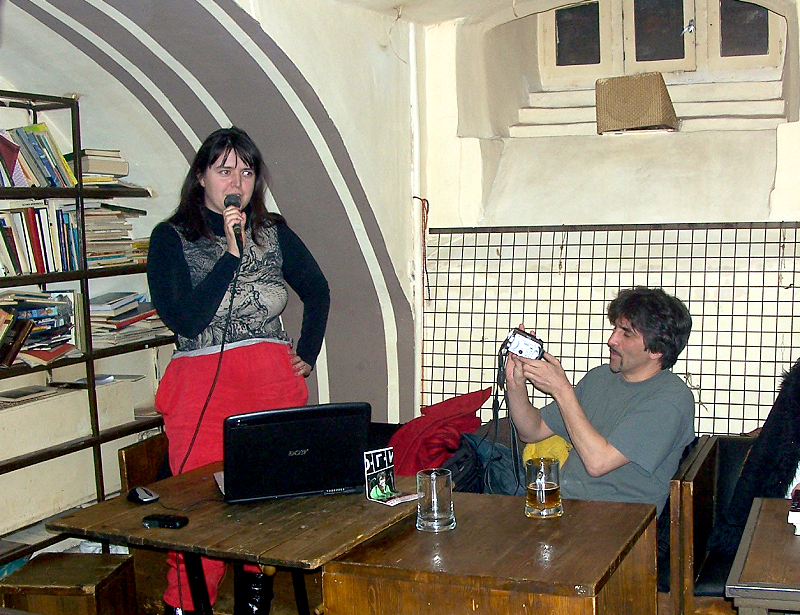
Вечер «ТАТЬЯНЫ» в цикле «Феноменология имени» ведут сомодераторы цикла  — культуролог Екатерина Дайс и писатель Игорь Лёвшин. 13.04.2009.
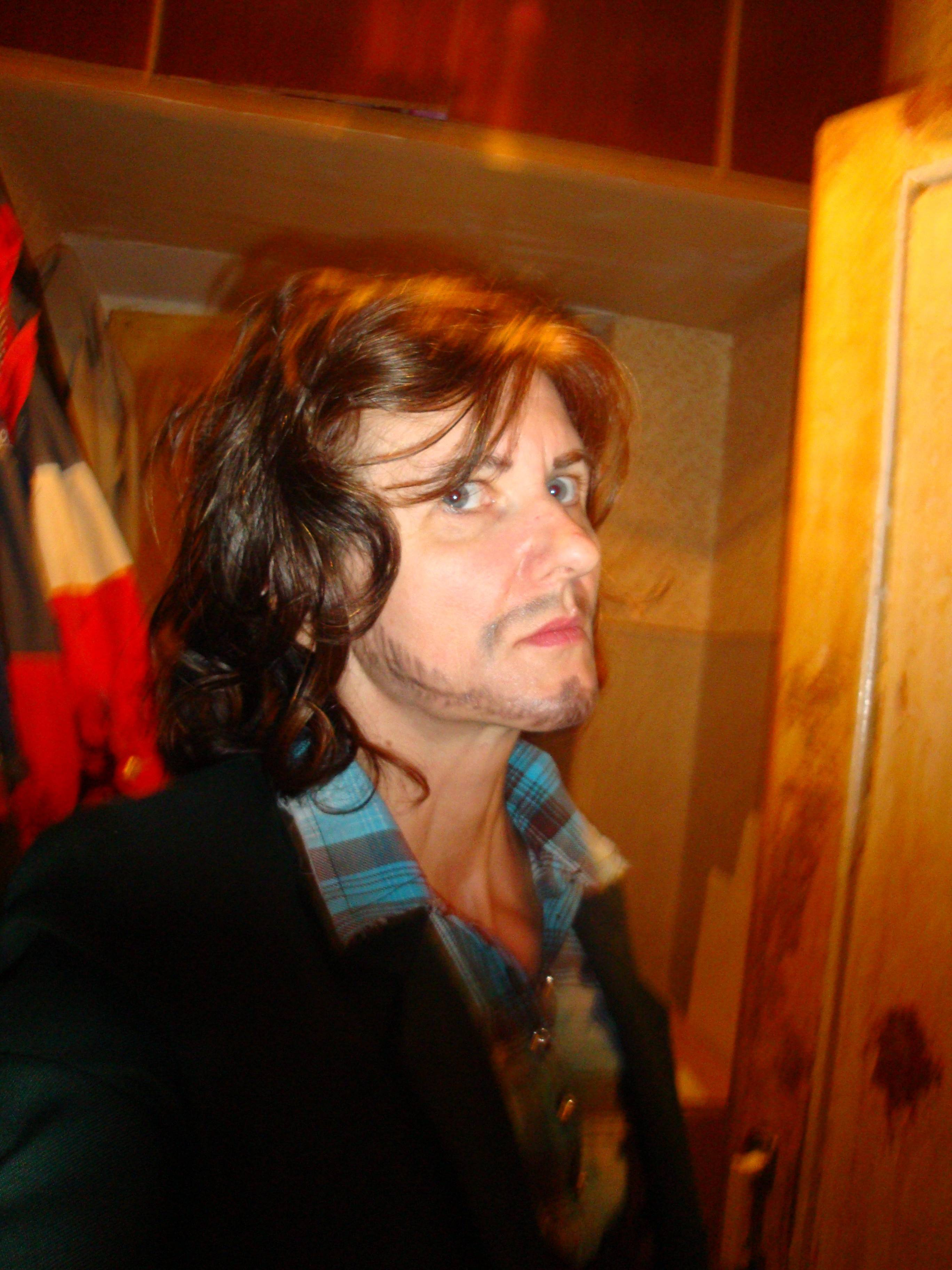
Поэт Света Литвак в образе Игоря Литвака на поэтическом вечере "ИГОРИ-2"[38] (цикл «Феноменология имени»). Клуб "Проект ОГИ", 19.10.2009.
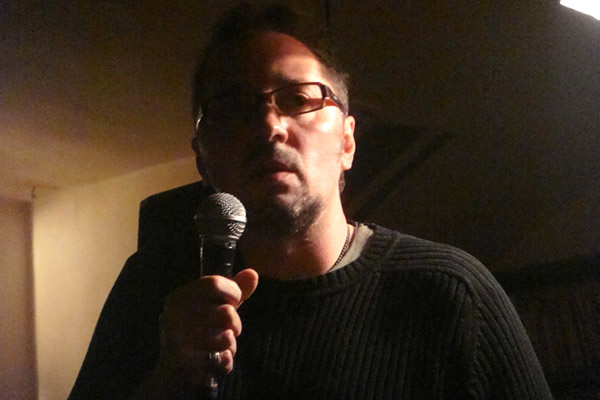
Поэт, прозаик, издатель Вадим Месяц на вечере «ВАДИМЫ» в цикле «Феноменология имени» в рамках VI Биеннале поэтов в Москве. Клуб «Проект О.Г.И.», 16.11.2009.
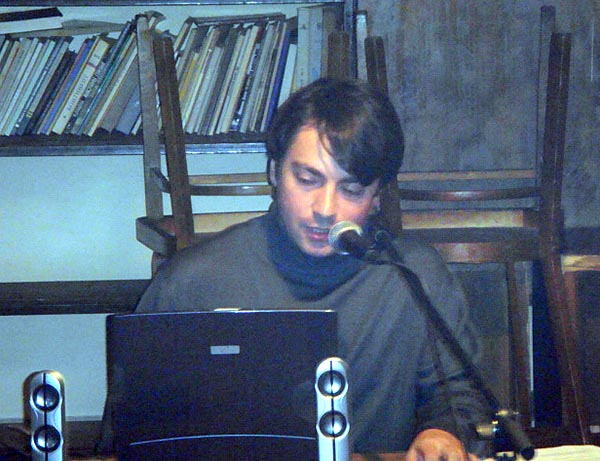
Поэт, прозаик Вадим Муратханов на вечере «ВАДИМЫ» в цикле «Феноменология имени» в рамках VI Биеннале поэтов в Москве. Клуб «Проект О.Г.И.», 16.11.2009.

#### Цикл «Зодиакальные чтения»

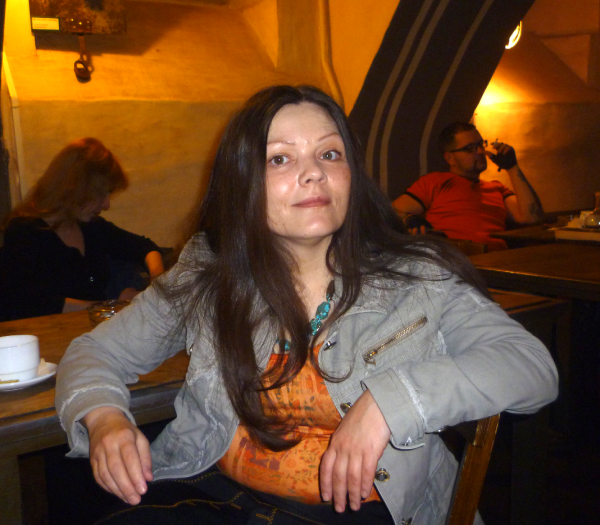
Поэт Наталия Черных ведёт вечер Крымского клуба в «Зодиакальном цикле». Клуб «Проект О.Г.И.», 28.03.2011.

В 2010 Е. Дайс инициировала дискуссионный цикл «Зодиакальные чтения»: совместные вечера поэтов, родившихся под одним знаком Зодиака, с обсуждением элементов и факторов их творческого и личностного сходства. В качестве куратора была приглашена поэт и эксперт по астрологии Наталия Черных, при оргподдержке группы «Культурная инициатива» (Данил Файзов, Юрий Цветков).

#### «Вечер дистрофиков»

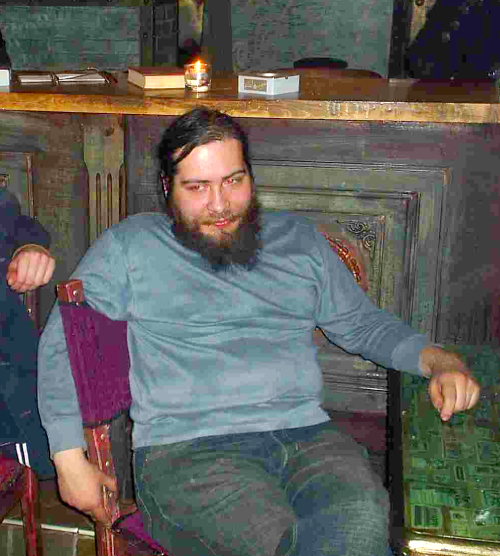
Поэт Данила Давыдов на поэтическом вечере Крымского клуба «Дистрофики в "Думе"» (гр. διστροφικός «стихотворения из двух строф»). Клуб «Дума», 25.03.2007.

10 ноября 1999 года И. Сид проводит в Крымском клубе первый «Вечер дистрофиков», где поэты читают дистрофики (от гр. διστροφικός «стихотворения из двух строф»; не следует путать с медицинским термином, пишущимся по-гречески по-другому: δυστροφικός), свои и других авторов. «Вечера дистрофиков» проводились Крымским клубом на различных площадках Москвы — в Литературном музее на Петровке, в Музее-квартире А. Н. Толстого (рамках программы Всемирного для поэзии), в клубе «Дума» акция называлась «Дистрофики в "Думе"».

### Интерактивные встречи
Некоторые из дискуссионных циклов Крымского клуба:

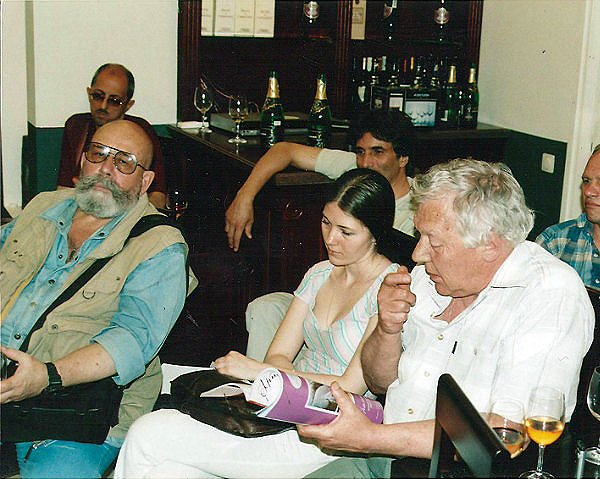
Круглый стол «Крымский текст в русской культуре». Владимир Строчков, Рустам Рахматуллин, Мила Сабурова, Игорь Лёвшин, Евгений Сабуров. Москва, дегустационный зал магазина «Массандра», 28.05.2007.

#### «Тексты о Крыме»
Коллективные чтения «Тексты о Крыме», проводящиеся раз в несколько лет с участием известных современных литераторов, посвящены исследованию образов Крымского полуострова в современной культуре. Среди участников этого направления — Вероника Боде, Геворг Гиланц, Николай Звягинцев, Владислав Кулаков, Владимир Микушевич, Михаил Сухотин, Руслан Элинин, а также авторы крымского происхождения Татьяна Бонч-Осмоловская, Олег Габриелян, Александр Грановский, Геннадий Кацов, Рафаэль Левчин, Александр Люсый, Василий Нестеренко, Андрей Поляков, Евгений Сабуров, Александр Трофимов, Татьяна Хофманн, Исмет Шейх-Задэ и другие. Продолжением этой работы стал предложенный Геннадием Кацовым проект антологии современной русской поэзии о Крыме «НАШКРЫМ» (Нью-Йорк: KRiK, 2015) с участием 120 авторов из десятка стран.

#### Цикл «Первые чтения»
Цикл «Первые чтения» (мини-конференции в жанре «игрового литературоведения» с элементом оммажа, посвященные творчеству отдельных знаковых фигур в современной русской литературе, при их участии — «Первые Аксёновские чтения» и соответственно «Первые Ахметьевские …», «Байтовские …», «Битовские …», «Ковальские …», «Кузьминские …», «Куллэвские …», «Лукомниковские …», «Некрасовские …», «Приговские …», «Рубинштенианские чтения».

#### Цикл дискуссий «Литераторы — людям»
В 2000 стартовал цикл дискуссий «Литераторы — людям», посвященный теме силовых структур, которые традиционно вызывают у писателей острые эмоции — госбезопасности, милиции, армии, разведке и шпионажу, — с участием высших и рядовых чинов соответствующих ведомств.

#### Цикл «Зоософия»
Цикл «Зоософия» посвящён осмыслению образов животных и вымышленных существ в мировой культуре, и сталкивает в дискуссиях писателей, художников, философов и культурологов, с одной стороны — и зоологов, звероводов, охотников с другой. Официально цикл стартовал в 2000 в Институте проблем экологии и эволюции РАН, а с 2009 проводится в Московском Зоопарке (сомодераторы цикла — биологи Елена Мигунова, Юрий Угольников).
Среди участников цикла — Ольга Балла, Наталия Азарова, Дмитрий Кузьмин, Александр Курбатов, Александр Левин, Игорь Лёвшин, Владимир Тучков и другие.
С 2007 центральной акцией цикла стал Кастинг Тотемов — конкурс кандидатур на новые национальные или региональные животные символы (проводились Кастинги тотемов для России и Кастинги тотемов Севера).

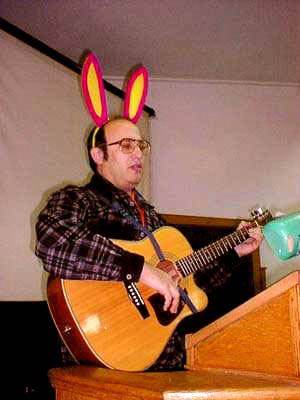
Поэт, музыкант Александр Левин исполняет песню про Французского Кролика на круглом столе Крымского клуба «Грызуны в литературе»[45]. Институт проблем экологии и эволюции РАН, 08.11.2000.
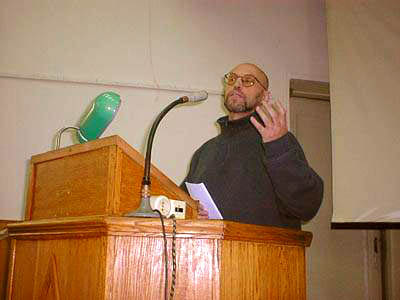
Поэт, художник Дмитрий Александрович Пригов читает свой стихотворный цикл о крысах на круглом столе Крымского клуба «Грызуны в литературе»[45]. Институт проблем экологии и эволюции РАН, 08.11.2000.
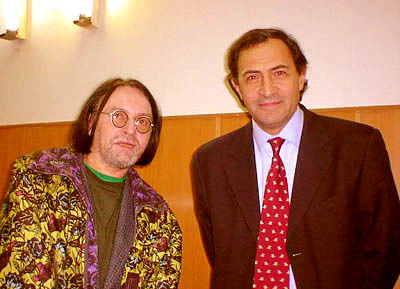
Зоолог, академик РАН Юрий Дгебуадзе[46] (справа) и журналист Валерий Никольский на круглом столе Крымского клуба «Грызуны в литературе». Институт проблем экологии и эволюции РАН, 08.11.2000.
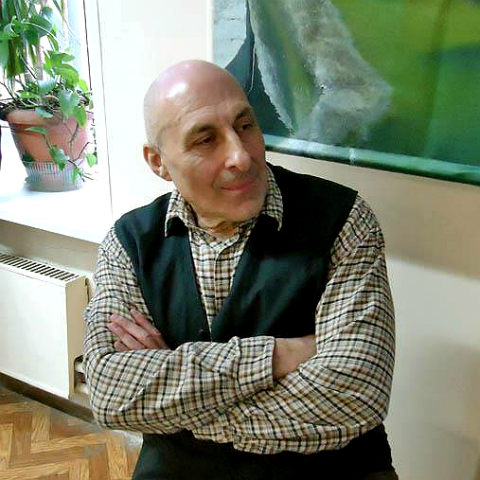
Поэт Михаил Нилин на Кастинге новых тотемов для России в цикле «Зоософия». Московский Зоопарк, 02.04.2012.
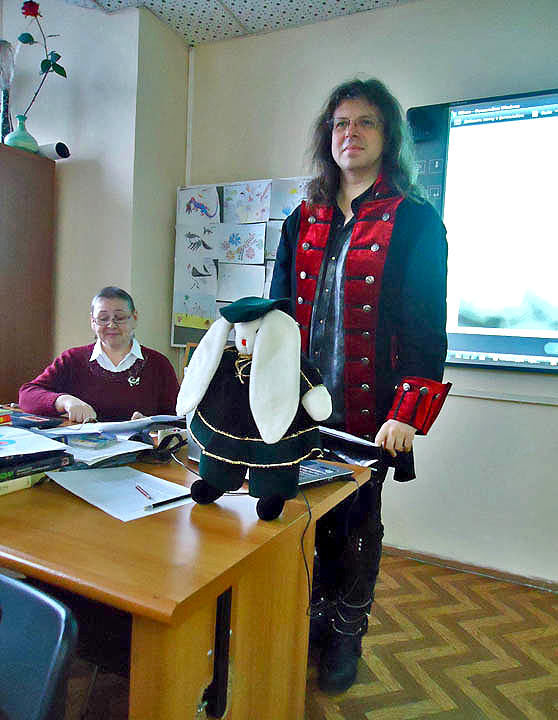
Поэт и литературтрегер Дмитрий Кузьмин выдвигает Зайца в качестве кандидата на Кастинге новых тотемов для России. За столом сомодератор цикла «Зоософия», зоолог Елена Мигунова. Московский Зоопарк, 02.04.2012.
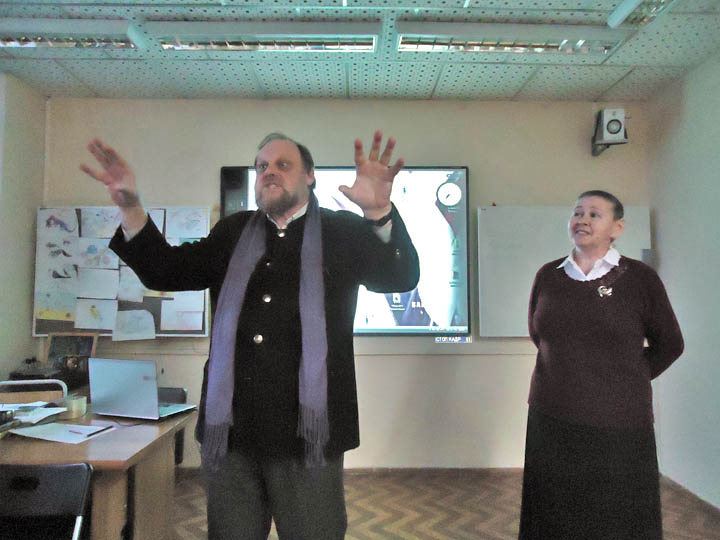
Поэт и философ Дэвид Вонсбро выдвигает Медведя в качестве кандидата на Кастинге новых тотемов для России. Сомодератор цикла «Зоософия» — зоолог Елена Мигунова. Московский Зоопарк, 02.04.2012.
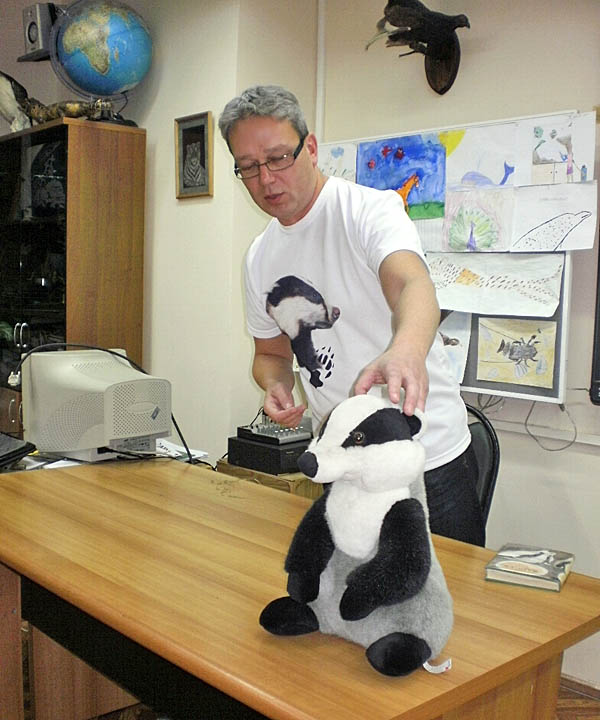
Поэт Николай Звягинцев выдвигает Барсука кандидатом на Кастинге тотемов Севера[47] в цикле Крымского клуба «Зоософия». VIII Биеннале поэтов в Москве, Московский Зоопарк, 14.11.2013.
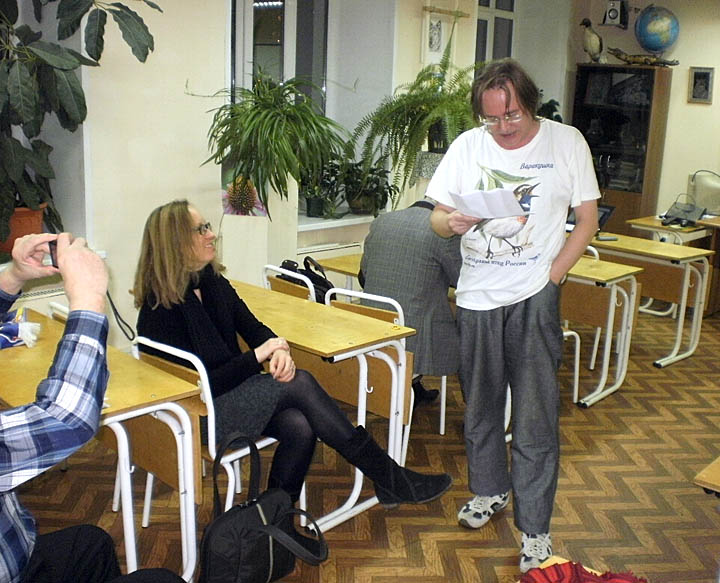
Поэт, журналист Евгений Лесин и профессор Университета Гумбольдта Сузанна Франк на Кастинге тотемов Севера в цикле «Зоософия». VIII Биеннале поэтов в Москве, Московский Зоопарк, 14.11.2013.
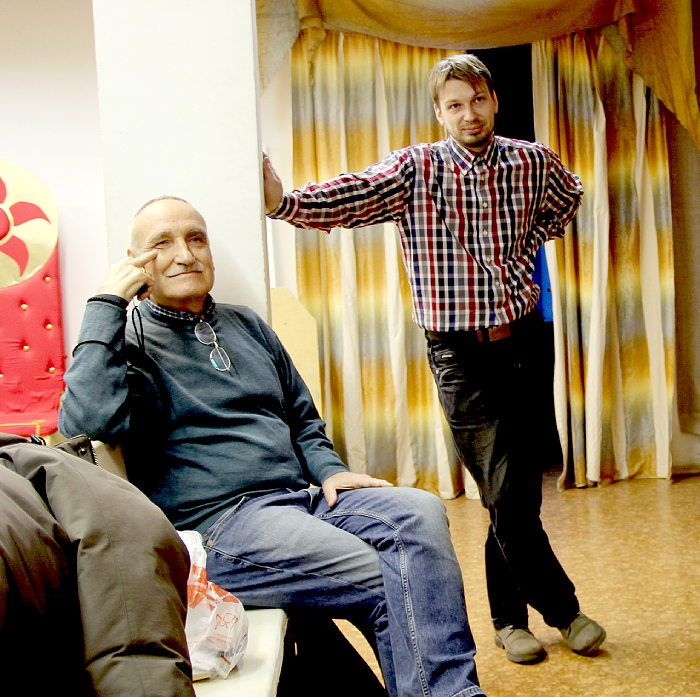
Востоковед Виктор Погадаев и зоолог Юрий Угольников (сомодератор цикла «Зоософия») на вечере «Крылатые в литературе». Московский Зоопарк, 06.04.2017. Фото Надежды Лукаш.
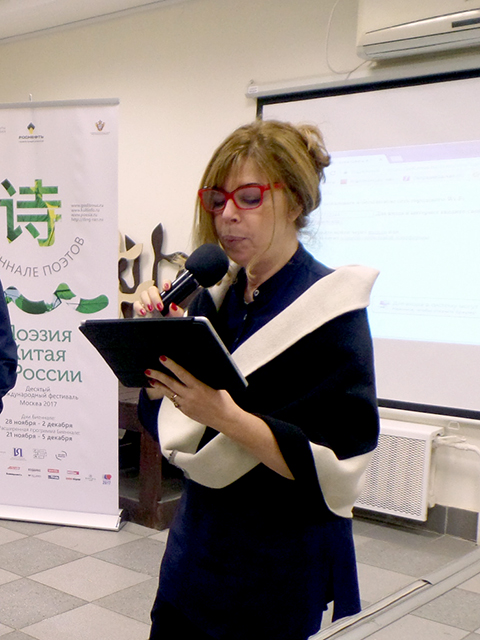
Поэт Наталия Азарова на Кастинге страновых и региональных тотемов[48] в цикле «Зоософия» в рамках X Международной биеннале поэтов в Москве. 29.11.2017.
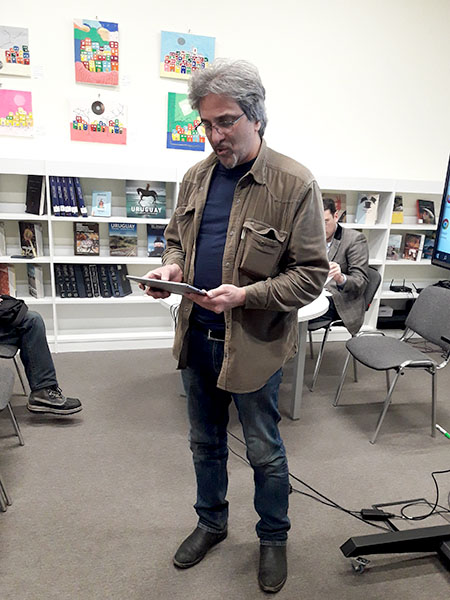
Поэт, прозаик, композитор Игорь Лёвшин на вечере «От тотема к гению места» в цикле  «Зоософия» в рамках XI Биеннале поэтов в Москве[49]. 05.12.2019.

#### Цикл «ТравмоТекст»

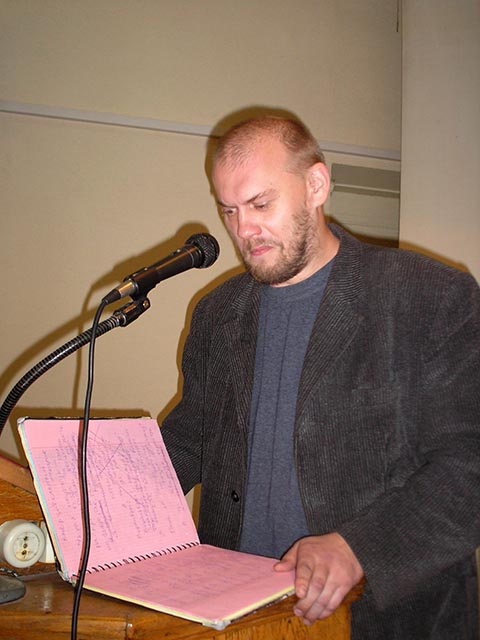
Поэт Андрей Родионов на круглом столе «Голова поэта» в цикле Крымского клуба «ТравмоТекст», в рамках IV Биеннале поэтов в Москве. Институт проблем экологии и эволюции им. А.Н. Северцова РАН, 30.09.2005.

В 2005 в Институте проблем экологии и эволюции РАН также стартовал цикл «ТравмоТекст», посвящённый исследованию образов болезней и травм в литературе, а также влияния болезней и травм на творческое сознание и на творческие биографии. Сомодераторами цикла стали поэт, редактор медицинских журналов Григорий Ходасевич и Сид.

### Африканские и мадагаскарские проекты

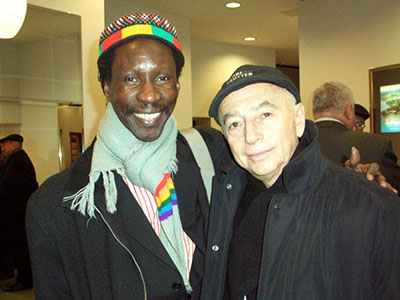
Филолог Боли Кан (Сенегал) и русский поэт и физик Александр Городницкий после награждения Городницкого тамтамом «джембе» за песню о Сенегале. 04.04.2005.

С 2000 года деятельность Крымского клуба периодически связана с темой Мадагаскара и Африки в целом. В акциях участвуют видные деятели культуры из Африки и с Мадагаскара, известные российские писатели и учёные, послы и дипломаты соответствующих стран. В 2005 при кураторстве Крымского клуба в программе Биеннале поэтов в Москве участвовал один из крупнейших писателей Чёрного континента Амаду Ламин Салль (Сенегал), основатель Африканского Международного Дома Поэзии.
Клубом периодически проводятся литературные чтения об Африке и Мадагаскаре, участниками которых были египетская писательница Доха Асси, борец с расизмом Лили Голден, историк Аполлон Давидсон, филолог и музыкальный продюсер Боли Кан, мадагаскарский художник Фофа Рабеаривело, египетский филолог Мохамед Эльгебали, малийский филантроп Алиу Тункара и другие авторитетные африканисты, жители Африки и представители африканской диаспоры.
В 2000 Крымским клубом был создан сайт «Мадагаскарский проект» (ныне архив сайта хранится по адресу Liter-net.1gb.ru/madagascar/), и уже в апреле того же года сайт был отрецензирован критиком Сергеем Кузнецовым на его сайте «Культурный гид».

## Партнёрство
Крымский клуб сотрудничает (оказывая организационную, консультационную и иную поддержку) с другими экспериментальными культурными проектами, такими как московско-петербургский поэтический фестиваль «Genius loci» (1998), джазовый фестиваль «Золотой Грифон» (1998), объединение «Культурная инициатива» (Данил Файзов, Юрий Цветков, с 2005), фестиваль метареалистической литературы Владимира Ешкилева «Карпатская Мантикора» (2011), культпросвет-проект Елены Сарни и Джона Наринса «Нигде Кроме» (с 2020) и др. Мероприятия Клуба регулярно проходят, в том числе, в рамках программ Биеннале поэтов в Москве и Всемирного Дня Поэзии.

## Цитаты
- «В Москве открылся… Крымский геопоэтический клуб… Это очередная инициатива известной нашим читателям организации «Боспорский форум», уверенной в том, что через Крым проходит эстетическая ось мира. (Вячеслав Курицын. «Геопоэтика в “Фениксе”». — Литературная газета 06.12.1995)
- «В последнюю неделю августа в Москве фактически начался новый сезон литературных вечеров. Начался шумно: с презентации однотомного собрания сочинений Тимура Кибирова «Кто куда, а я - в Россию…» (М.: «Время», 2001) в клубе «Дума». Клуб, находящийся в подвале Института Европы стал новой точкой на литературной карте Москвы; вечера там теперь проводит неугомонный, ведущий сразу несколько разнотипных проектов Игорь Сид — презентация была проведена от имени его Крымского Клуба». («Cид повсюду». — Независимая газета, 06.09.2001)
- «Круглый стол Крымского клуба в цикле «Зоософия» под условным заглавием «EPEA PTEROENTA, или ПТИЧИЙ БАЗАР. Птица в небе и в литературе» объединил таких разных людей, как прозаик Андрей Битов, эссеист и философ Михаил Эпштейн, поэты Виктор Коваль и Татьяна Щербина, директор Союза охраны птиц России Елена Зубакина, директор Центра независимых экологических программ Мария Черкасова, глава Фонда поддержки русской канарейки Роман Скибневский и другие писатели и ученые. Акция, инициированная Эпштейном, была приурочена к тридцатилетию знаменитой повести Битова «Птицы, или Новые сведения о человеке». (Александр Степанов. «Введение в орнитологию духа. (Диспут о непостижимости образа птицы». — Независимая газета, 04.08.2005)
- Для Крымского клуба конец года был освящён ностальгической «полуостровной» нотой. Известные московские литераторы и деятели культуры крымского происхождения — Евгений Сабуров, Юрий Черниченко, Татьяна Михайловская, Александр Трофимов, Ник Рок-н-Ролл, Юрий Кулиш, Игорь Сид и другие — собрались на презентацию новой книги прозы поэта Александра Ткаченко, в позднесоветские годы возглавлявшего Крымскую литературную студию и периодически спасавшего коллег-земляков от преследований партии и КГБ. («Возвращение Крымского клуба». — Книжное обозрение, 13.01.2006)
- «Боспорский форум и Крымский клуб свели вместе огромное количество творческих людей, породили многие другие проекты. Например, Владимир Микушевич, которому в то время было под 60, услышав на Боспорском форуме рассказы десятилетнего Михаила Боде, сказал, что у него есть нечто подобное, и что они вместе должны создать Школу остросюжетного абсурда. Единственный вечер авторов этой Школы прошёл вскоре в Москве». (Из речи Вероники Боде на праздновании 20-летия Крымского клуба в Музее Серебряного века 14.04.2016)